# Tibet durante la dinastia Ming

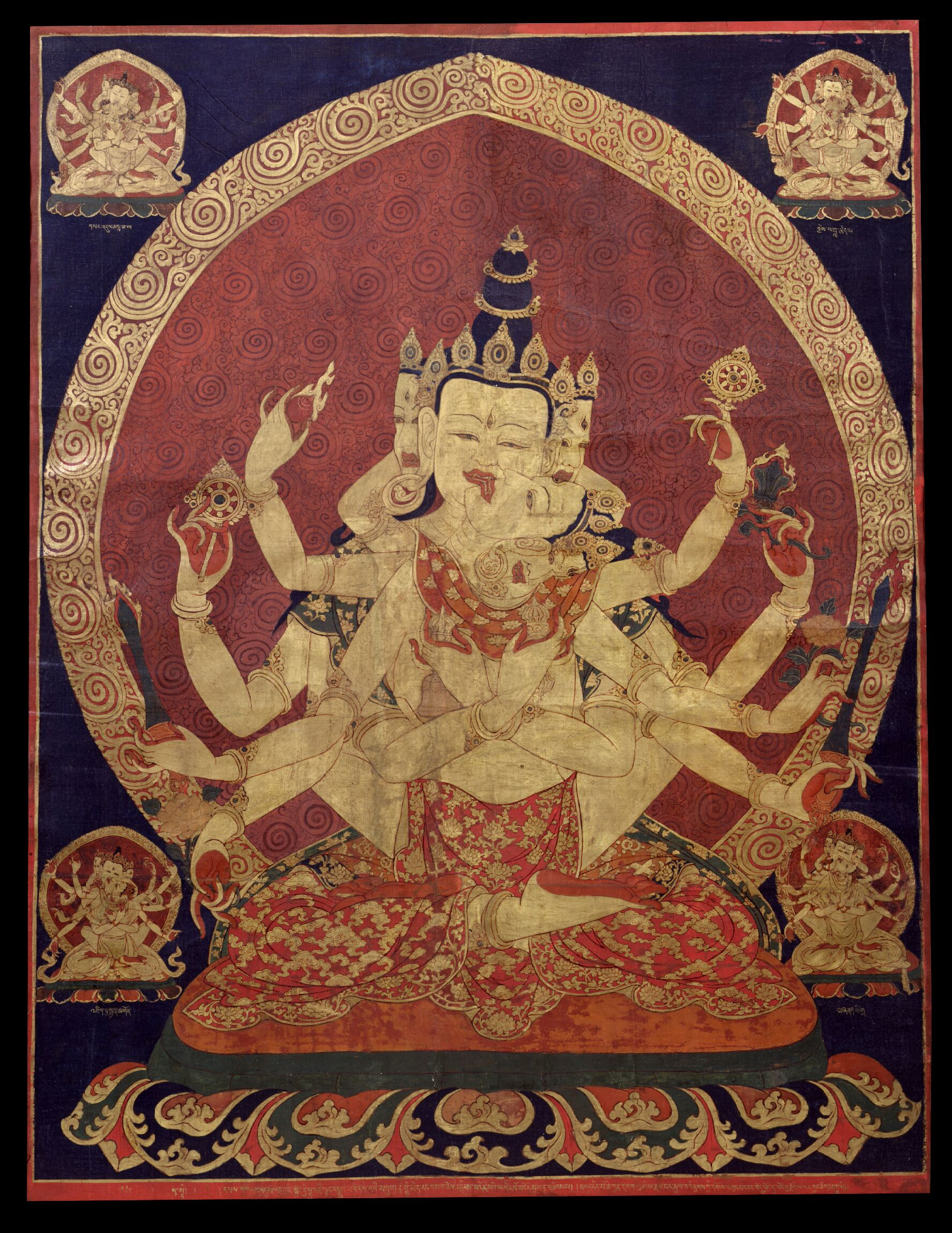
Un thangka tibetano del XVII secolo di Guhyasamaja Akshobhyavajra; la corte della dinastia Ming radunò vari oggetti di tributo che erano prodotti nativi del Tibet (come i thangka) e in cambio concesse doni ai tibetani che portavano il tributo.

La natura esatta delle relazioni sino-tibetane durante la dinastia Ming (1368–1644) cinese è incerta. La loro analisi è ulteriormente complicata dai moderni conflitti politici e dall'applicazione della sovranità westfaliana a un'epoca in cui tale concetto non esisteva. Alcuni studiosi cinesi continentali, come Wang Jiawei e Nyima Gyaincain, asseriscono che la dinastia Ming avesse sovranità indiscussa sul Tibet, mettendo in evidenza la creazione da parte della corte Ming di vari titoli per i leader tibetani, la loro piena accettazione da parte dei tibetani e un processo di rinnovo per i successori di quei titoli che implicava il viaggio nella capitale Ming. Inoltre essi sostengono che il Tibet, essendo stato parte integrante della Cina fin dal XIII secolo, di conseguenza era parte anche dell'impero Ming. Tuttavia la maggior parte degli studiosi al di fuori della Cina, come Turrell V. Wylie, Melvin C. Goldstein ed Helmut Hoffman, dicono che la relazione era quella di sovranità, che i titoli Ming erano soltanto nominali, che il Tibet rimaneva una regione indipendente sotto il controllo Ming e che pagò semplicemente tributo fino al regno di Jiajing (1521–1566), l'imperatore che cessò le relazioni con il Tibet.
Alcuni studiosi notano che i capi tibetani durante la dinastia Ming si impegnarono frequentemente nella guerra civile e condussero la propria diplomazia estera con gli stati vicini come il Nepal. Alcuni storici sottolineano l'aspetto commerciale delle relazioni Ming-tibetane, notando la scarsità di cavalli da guerra della dinastia Ming e quindi l'importanza del commercio dei cavalli con il Tibet. Altri sostengono che la significativa natura religiosa della relazione della corte Ming con i lama è sottovalutata nell'erudizione moderna. Nella speranza di far rivivere la peculiare relazione del precedente capo mongolo Kublai Khan (r. 1260–1294) e del suo superiore spirituale Drogön Chögyal Phagpa (1235–1280) della scuola Sakya del buddismo tibetano, l'imperatore cinese Ming Yongle (r. 1402–1424) fece uno sforzo concertato di costruire un'alleanza secolare e religiosa con Deshin Shekpa (1384–1415), il Karmapa della scuola tibetana Karma Kagyu. Tuttavia, i tentativi di Yongle non ebbero successo.
I Ming iniziarono sporadici interventi armati in Tibet durante il XIV secolo, ma non vi mise truppe permanenti di guarnigione. A volte anche i Tibetani usarono la resistenza armata contro le incursioni Ming. L'imperatore Wanli (r. 1572–1620) fece dei tentativi di ristabilire le relazioni sino-tibetane dopo l'alleanza mongolo-tibetana iniziata nel 1578, che influenzò la politica estera della successiva dinastia Qing (1644–1912) della Cina nel loro sostegno per il Dalai Lama del Gelug. Verso la fine del XVI secolo, i Mongoli furono i validi protettori armati del Gelug Dalai Lama, dopo aver aumentato la loro presenza nella regione dell'Amdo. Questo culminò nella conquista del Tibet del 1637–1642 da parte di Güshi Khan (1582–1655).

## Sfondo storico

### Impero mongolo

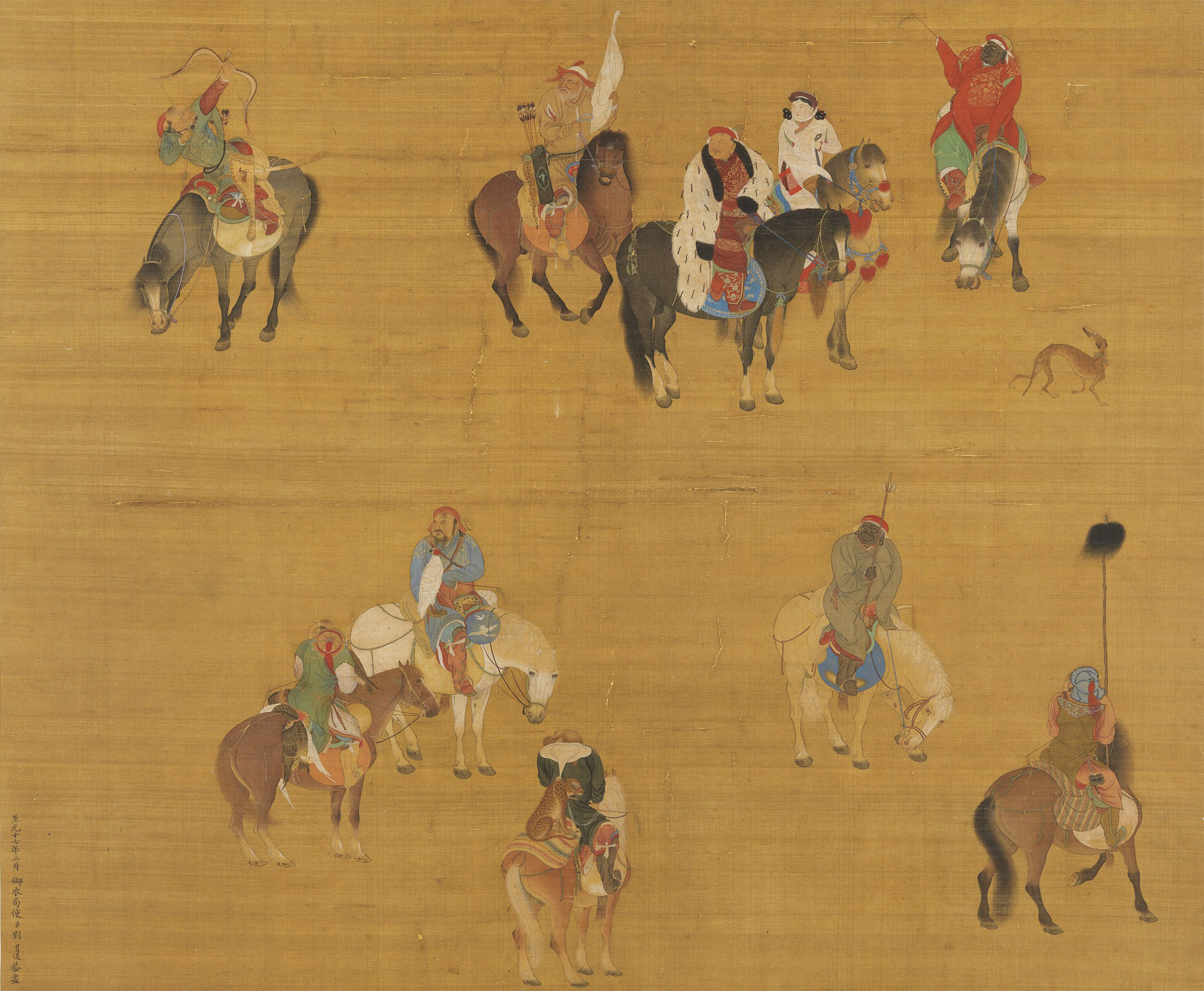
Dipinto di Kublai Khan in una spedizione di caccia, dell'artista di corte cinese Liu Guandao, ca. 1280.

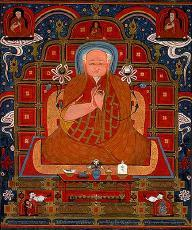
Drogön Chögyal Phagpa, uno dei cinque fondatori della scuola Sakya del Buddismo tibetano, fu nominato re del Tibet dal sovrano mongolo Kublai Khan (r. 1260–1294).

Il Tibet fu un tempo una grande potenza contemporanea della dinastia cinese Tang (618–907). Fino al proprio crollo nel IX secolo, l'Impero tibetano fu il principale rivale dei Tang per la dominazione dell'Asia interna. I sovrani tibetani della dinastia Yarlung firmarono anche vari trattati di pace con i Tang, uno dei quali nell'821 fissò i confini fra Tibet e China. Durante il successivo periodo delle Cinque Dinastie e dei Dieci Regni (907–960), le dinastie che si dividevano la Cina spaccata non videro più alcuna minaccia nel Tibet, dove il regime feudale subentrato all'impero aveva creato altrettanta divisione, e di conseguenza le relazioni sino-tibetane furono assai scarse. Pochi documenti concernenti i contatti sino-tibetani sopravvivono dalla dinastia Song (960–1279), essendo i suoi imperatori preoccupati soprattutto della lotta contro i Kitai della dinastia Liao (907–1125) e i Jurchen della dinastia Jīn (1115–1234).
Nel 1207, il sovrano mongolo Gengis Khan (r. 1206–1227) conquistò e sottomise lo stato di etnia Tangut degli Xia occidentali (1038–1227). Nello stesso anno, stabilì relazioni diplomatiche con il Tibet mandandovi degli inviati. La recente conquista degli Xia occidentali allarmò i sovrani tibetani, che decisero allora di pagare tributo ai Mongoli. Tuttavia, quando cessarono di pagare tributo dopo la morte di Genghis Khan, il suo successore Ögedei Khan (r. 1229–1241) decise di invadere il Tibet. Il mongolo Godan Khan, un nipote di Genghis Khan, fece un'incursione fino a Lhasa. Durante il suo attacco del 1240, Godan convocò Sakya Pandita (1182–1251), capo della setta buddista tibetana Sakya, alla sua corte in quella che è ora la provincia di Gansu nella Cina occidentale. Con la sottomissione di Sakya Pandita a Godan nel 1247, il Tibet fu incorporato ufficialmente nell'Impero mongolo durante la reggenza di Töregene Khatun (1241–1246). Michael C. van Walt van Praag scrive che Godan concesse a Sakya Pandita l'autorità temporale su un Tibet ancora politicamente frammentato, affermando che "questa investitura ebbe scarso impatto reale" ma fu significativa in quanto stabilì la peculiare relazione "Prete-Protettore" tra i Mongoli e i lama Sakya tibetani.
A partire dal 1236, al principe mongolo Kublai (che in seguito governò come Khagan dal 1260–1294) fu concesso un grande appannaggio nella Cina del nord dal suo superiore Ögedei Khan. Karma Pakshi (1203–1283) — capo dei lama e secondo Karmapa della tradizione tibetana Karma Kagyü — rifiutò l'invito di Kublai di comparire nella sua corte, così Kublai invitò invece Drogön Chögyal Phagpa (1235–1280), successore e nipote di Sakya Pandita, che giunse nella sua corte nel 1253. Kublai istituì una peculiare relazione con il Phagpa lama, che riconosceva Kublai come un sovrano superiore negli affari politici e il Phagpa lama come il consigliere anziano di Kublai negli affari religiosi. Kublai nominò anche Drogön Chögyal Phagpa re-sacerdote reggente o viceré (sde srid) del Tibet, allora diviso in tredici diversi stati governati da miriarchie.
Il Tibet entrò dunque a far parte dell'Impero mongolo prima che questo conquistasse l'intera Cina dando inizio alla dinastia Yuan (1271–1368). Van Praag scrive che questa conquista "segnò la fine della Cina indipendente", che si ritrovò poi sotto il controllo degli Yuan insieme al Tibet, alla Mongolia, a parti della Corea, della Siberia e dell'Alta Birmania. Secondo Morris Rossabi, Khubilai desiderava essere percepito al tempo stesso come legittimo Gran Khan dei Mongoli e come imperatore della Cina. Sebbene, verso l'inizio degli anni 1260, il suo regno fosse ormai strettamente legato alla Cina, per un periodo rivendicò ancora il dominio universale su tutti i MOngoli, e tuttavia malgrado i suoi successi in Cina e in Corea, non riuscì a farsi accettare come Gran Khan. Perciò, divenne sempre più identificato come imperatore della Cina.

### Rovesciamento dei Sakya e degli Yuan

L'imperatore Hongwu (r. 1368–1398).

Nel 1358, il regime viceregale dei Sakya installato dai Mongoli in Tibet fu rovesciato in una ribellione dal miriarca di Phagmodru Changchub Gyaltsen, o Byang chub rgyal mtshan (1302–1364). La corte mongola degli Yuan fu costretta ad accettarlo come nuovo viceré, e Changchub Gyaltsen ed i suoi successori, la dinastia Phagmodrupa, ottennero il dominio de facto sul Tibet. Nel 1368, una rivolta dei Cinesi Han nota come Rivolta dei Turbanti Rossi abbatté la dinastia mongola degli Yuan in Cina. Zhu Yuanzhang fondò poi la dinastia Ming, governando come imperatore Hongwu (r. 1368–1398).
Non è chiaro quanto la prima corte Ming comprendesse la guerra civile in corso in Tibet tra le sette religiose rivali, ma il primo imperatore era ansioso di evitare gli stessi fastidi che il Tibet aveva causato alla dinastia Tang. Invece di riconoscere l'autorità del sovrano Phagmodru, l'imperatore Hongwu si schierò con il Karmapa, che era solidamente insediato nel Kham e nel Tibet sudorientale, regioni più vicine alla Cina. Mandò pertanto inviati nell'inverno del 1372–1373 per chiedere ai titolari di funzioni sotto la dinastia Yuan di rinnovare i loro titoli e la loro fedeltà per la nuova corte Ming. Come è evidente nei suoi editti imperiali, Hongwu era ben consapevole del legame buddista tra il Tibet e la Cina, e voleva favorirlo. Il quarto Karmapa Rolpe Dorje (1340–1383) rifiutò però l'invito di Hongwu, anche se mandò effettivamente alcuni discepoli come inviati alla corte Ming a Nanchino. Hongwu affidò anche al suo consigliere spirituale Zongluo, uno dei molti monaci buddisti a corte, il compito di guidare una missione religiosa in Tibet nel 1378–1382 per ottenere testi buddisti. Tuttavia, il primo governo Ming emanò una legge, poi abrogata, che proibiva ai Cinesi Han di imparare i precetti del Buddismo tibetano. Ci sono poche evidenze di Cinesi — specialmente di Cinesi laici — che abbiano studiato il Buddismo tibetano fino all'era repubblicana (1912–1949). Malgrado queste missioni per conto di Hongwu, secondo Morris Rossabi un vero rilancio delle relazioni con il Tibet si ebbe solo con l'imperatore Yongle (r. 1402–1424), che "fu il primo sovrano Ming a cercare attivamente un'estensione delle relazioni con il Tibet".

## Informazioni provenienti dagli Annali dei Ming
Secondo l'opera storica cinese ufficiale sulla dinastia Ming, la Storia dei Ming (o Mingshi in cinese), compilata nel 1739 dalla successiva dinastia Qing (1644–1912), la dinastia Ming istituì lo "E-Li-Si Ufficio del Maresciallo Civile-Militare" nel Tibet occidentale insediò l'"Alta Comanderia Itinerante di Dbus-Gtsang" e l'"Alta Comanderia Itinerante di Mdo-kham" per amministrare il Tibet orientale. Il Mingshi afferma che gli uffici amministrativi furono costituiti sotto queste tre alte comanderie, compresa una Comanderia Itinerante, tre Uffici di Commissario alla Pacificazione, sei Uffici di Commissario alle Spedizioni, quattro uffici di Wanhu (mirarchie ciascuna al comando di 10.000 famiglie), e diciassette uffici di Qianhu (ciliarchie ciascuna al comando di 1.000 famiglie).
La corte Ming nominò tre Principi di Dharma (法王) e cinque Principi (王), e concesse molti altri titoli, come i Grandi Tutori dello Stato (大國師) e Tutori dello Stato (國師), alle importanti scuole del Buddismo tibetano, compresa la setta Karma Kagyu, la setta Sakya e la setta Gelug. Secondo to Wang Jiawei e Nyima Gyaincain, i funzionari principali di questi organi erano tutti nominati dal governo centrale ed erano soggetti al dominio della legge. Tuttavia Van Praag descrive il distinto e duraturo codice legislativo tibetano istituito dal sovrano Phagmodru Changchub Gyaltsen come una delle molte riforme di fa rivivere le vecchie tradizioni imperiali tibetane.
Il defunto Turrell V. Wylie, un ex professore dell'Università di Washington, e Li Tieh-tseng sostengono che l'affidabilità del Mingshi, pesantemente censurato, come fonte credibile sulle relazioni sino-tibetane è discutibile, alla luce degli studi moderni. Altri storici asseriscono anche che questi titoli Ming erano nominali e non conferivano effettivamente l'autorità che avevano gli antichi titoli Yuan. Van Praag scrive che le "numerose missioni tibetane alla corte Ming per motivi economici sono menzionate come 'missioni tributarie' nel Ming Shih.". Van Praag scrive che queste "missioni tributarie" erano legate semplicemente al commercio dei cavalli tibetani verso la Cina, dal momento che non era possibile rifornirsi di cavalli nelle terre mongole a causa degli incessanti conflitti.

## Dibattiti accademici contemporanei

### Eredità, reinvestiture e titoli

#### Transizione dagli Yuan ai Ming
Le opinioni degli storici divergono su quale fosse la relazione tra la corte Ming e il Tibet e sul fatto se la Cina Ming esercitasse o meno la sovranità sul Tibet. Van Praag scrive che gli storici di corte cinesi vedevano il Tibet come un tributario straniero indipendente e avevano poco interesse in quel paese al di là dei rapporti tra i potentati (cioè tra la corte Ming e i lama), che erano del tipo protettore-consigliere spirituale. Lo storico Tsepon Wangchuk Deden Shakabpa (Xagabba Wangqug Dedain) sostiene la posizione di van Praag. Tuttavia, Wang Jiawei e Nyima Gyaincain affermano che queste asserzioni di van Praag e Xagabba sono "fallaci".

Mappa che mostra i cambiamenti nelle frontiere dell'Impero mongolo dalla fondazione ad opera di Gengis Khan nel 1206, alla morte di Kublai Khan nel 1294, quando l'Impero mongolo si divise in quattro khanati separati.

Wang e Nyima contestano questa ricostruzione, citando l'invio di due editti imperiali in Tibet nel secondo anno della dinastia Ming come prova del fatto che l'imperatore considerava il Tibet come un'importante regione dell'impero da pacificare, esortando le varie tribù tibetane a sottomettersi all'autorità della corte Ming. Essi notano che, nello stesso periodo, il principe mongolo Punala, che aveva ereditato la sua posizione di sovrano di alcune aree del Tibet, si recò a Nanchino nel 1371 per rendere omaggio e mostrare la sua fedeltà alla corte Ming, portando con lui il sigillo dell'autorità rilasciato dalla corte Yuan. Essi ricordano anche che i successori dei lama ai quali era concesso dagli Yuan il titolo di "principi", che essi sembravano accettare in quanto designavano sé stessi in questo modo, erano tenuti a viaggiare alla corte Ming per rinnovare questo titolo. Di conseguenza, secondo i due autori, si può dire che la corte Ming aveva "piena sovranità sul Tibet". La dinastia Ming, emanando nei primi anni della sua fondazione editti imperiali per invitare gli amministratori civili e militari nominati dagli Yuan a venire a corte per rinnovare i loro incarichi, ottennero la sottomissione di questi funzionari e il Tibet fu in tal modo incorporato nel governo della corte Ming. Così, concludono Wang e Nyima, la corte Ming ottenne sul Tibet lo stesso potere che aveva in precedenza la dinastia Yuan.
Il giornalista e autore Thomas Laird, nel suo libro The Story of Tibet: Conversations with the Dalai Lama, scrive che Wang e Nyima nel loro Historical Status of China's Tibet esprimono il punto di vista del governo cinese, e non riescono a comprendere che la Cina durante la dinastia mongola degli Uuan era "assorbita in una più vasta unità politica, non cinese", che Wang e Nyima dipingono come una tipica dinastia cinese alla quale successero i Ming. Laird asserisce che i khan mongoli dominanti non amministrarono mai il Tibet come parte della Cina e li governarono invece come territori separati, confrontando i Mongoli con i Britannici che colonizzarono l'India e la Nuova Zelanda, senza tuttavia che l'India diventasse per questo parte della Nuova Zelanda. Laird aggiunge inoltre che i successivi resoconti mongoli e cinesi sulla conquista mongola del Tibet, "come tutte le narrazioni storiche non cinesi, non rappresentano mai la sottomissione mongola del Tibet come un fatto cinese".

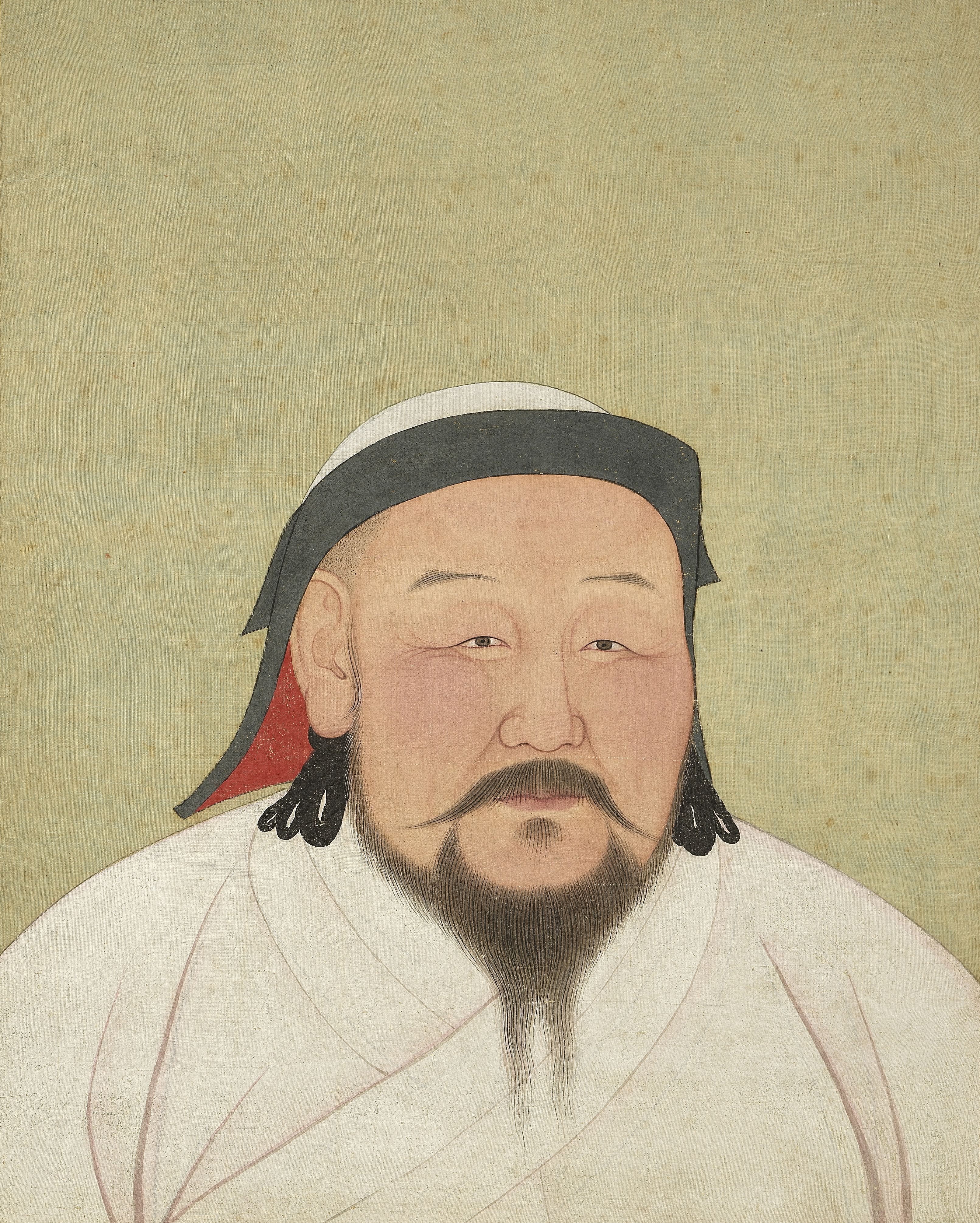
Kublai Khan (r. 1260–1294); Patricia Ann Berger scrive che l'imperatore Ming Yongle tentò di instaurare con Deshin Shekpa, il Karmapa, una relazione di protettorato simile a quella che Kublai Khan aveva avuto in precedenza con il Sakya Phagpa lama.

La Columbia Encyclopedia distingue tra la dinastia Yuan e gli altri khanati dell'impero mongolo (Ilkhanato, Khanato Chagatai e Orda d'Oro) definendo la prima come "Una dinastia mongola che dominò sulla Cina dal 1271 al 1368, nonché una suddivisione del grande impero conquistato dai Mongoli. Fu fondata da Kublai Khan, che adottò il nome dinastico cinese di Yüan nel 1271." A sua volta, l'Encyclopedia Americana descrive la dinastia Yuan come "la stirpe dei sovrani mongoli della Cina" e aggiunge che i Mongoli "proclamarono una dinastia di stile cinese chiamata Yüan a Khanbaliq (Pechino)." Il Metropolitan Museum of Art scrive che i sovrani mongoli della dinastia Yuan "adottarono i modelli politici e culturali cinesi; governando dalle loro capitali a Dadu, assunsero il ruolo di imperatori cinesi", anche se il tibetologo Thomas Laird ritiene la dinastia Yuan una entità politica non cinese e minimizza le sue caratteristiche cinesi. Il Metropolitan Museum of Art nota anche che malgrado la loro graduale assimilazione, i sovrani mongoli ignorarono in gran parte i letterati e imposero severe politiche di discriminazione contro i Cinesi del Sud. Morris Rossabi, un professore di storia asiatica al Queens College, Università della Città di New York, afferma nel suo Kublai Khan: His Life and Times che Kublai "creò istituzioni governative che o assomigliavano o erano uguali a quelle tradizionali cinesi", e "desiderava segnalare ai Cinesi che intendeva adottare le insegne e lo stile di un sovrano cinese". Ciò nonostante, egli menziona anche il sistema etnico che accordava ai Mongoli e ad altre etnie uno status più elevato delle maggioranza Han. Sebbene i Cinesi Han reclutati come consiglieri fossero spesso di fatto più influenti degli alti funzionari, il loro status non era ben definito. Kublai inoltre abolì il sistema tradizionale degli esami imperiali per la selezione dei funzionari, che favoriva gli Han e che fu restaurato, in una forma semplificata, soltanto con il regno dell'imperatore Renzong (1311–1320). Sempre secondo Rossabi, Kublai riconosceva che per governare la Cina "doveva impiegare consiglieri e funzionari cinesi, tuttavia non poteva fare totalmente affidamento su di loro perché doveva mantenere un delicato equilibrio tra il governare la civiltà sedentaria della Cina ed il preservare l'identità e i valori culturali dei Mongoli." E "nel governare la Cina, si preoccupava degli interessi dei suoi sudditi cinesi, ma anche di sfruttare le risorse dell'impero per accrescere la sua potenza. Le sue motivazioni ed i suoi obiettivi si alternarono dall'uno altro durante tutto il suo regno". Van Praag scrive in The Status of Tibet che i Tibetani e i Mongoli, d'altro canto, aderivano a un sistema duale di governo e di relazione interdipendente che legittimava la successione dei khan mongoli come sovrani buddisti universali, o cakravartin. Secondo Van Praag, "Il Tibet rimase una parte distinta dell'Impero e non fu mai completamente integrato in esso", come testimonia ad esempio l'esistenza di un mercato di frontiera autorizzato tra la Cina e il Tibet sotto gli Yuan.

#### Attribuzione di titoli ai Tibetani
Secondo il Ministero degli Affari esteri della Repubblica Popolare Cinese, i Ming amministrarono il Tibet in base alle proprie convenzioni e costumi, concedendo titoli ai Tibetani più influenti e creando organismi amministrativi nel paese. L'Ufficio d'informazione del Consiglio di Stato della Repubblica Popolare Cinese afferma che la comanderia dell'Ü-Tsang controllava la maggior parte del territorio tibetano. Sempre secondo l'Ufficio d'informazione, i Ming abolirono il consiglio politico istituito dagli Yuan per amministrare gli affari locali in Tibet e il sistema dei precettori imperiali preposti agli affari religiosi, ma ripresero la politica di concedere titoli ai capi religiosi tibetani che si erano sottomessi alla loro autorità. Ad esempio, un editto dell'imperatore Hongwu del 1373 nominava nei seguenti termini il capo tibetano Choskunskyabs generale della Miriarchia (Wanhu, unità amministrativa di 10.000 famiglie) militare e civile di mNgav-ris:

Io, sovrano dell'Impero, tratto con cortesia gli abitanti di tutti gli angoli dell'Impero che amano la rettitudine e che promettono fedeltà alla Corte e attribuisco loro cariche ufficiali. Ho appreso con grande piacere che voi, Chos-kun-skyabs, che vivete nella regione occidentale, ispirato dal mio potere e della mia reputazione, siete leale alla Corte e capace di salvaguardare il territorio sotto la vostra responsabilità. L'ufficio militare e civile della Miriachia di mNgav-ris è stato appena costituito. Io, pertanto, vi nomino capo dell'ufficio con il titolo di generale Huaiyuan, persuaso che voi siate il più qualificato per la carica. Mi aspetto che siate ancora più coscienzioso nel vostro lavoro che in passato, che osserviate la disciplina e che vi prendiate cura dei vostri uomini così che possano essere garantite la sicurezza e la pace nella vostra regione.

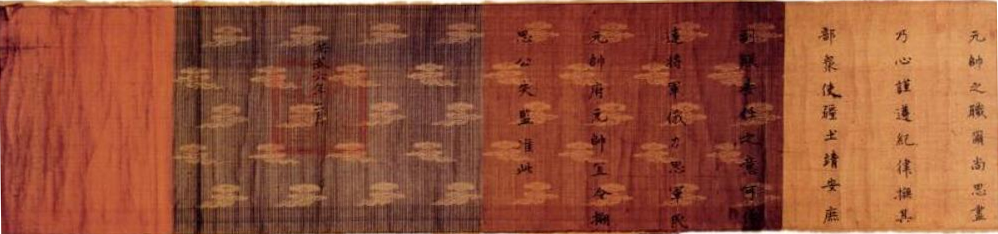
Editto dell'imperatore Hongwu che concede il titolo di Generale dell'ufficio del Wanhu militare e civile di mNgav-ris al capo tibetano Choskunskyabs nel 1373.

Chen Qingying, professore di storia e direttore dell'Istituto di studi storici del Centro cinese di ricerche in tibetologia di Pechino, scrive che la corte Ming conferì nuovi titoli agli ex capi tibetani del Phachu Kargyu, inferiori a quelli dell'epoca Yuan. Secondo Chen, i capi delle contee (zong o dzong) di Neiwo e Renbam furono nominati ufficiali superiori della comanderia dell'Ü-Tsang. Le posizioni ufficiali che la corte Ming istituì in Tibet, come le comanderie superiori ed inferiori, le cariche delle miliarchie (Qianhu, unità amministrative di 1.000 famiglie) e delle miriarchie (Wanhu, unità amministrative di 10.000 famiglie), erano tutte ereditarie, ma Chen asserisce che "la successione di alcune posizioni importanti dovevano ancora essere approvate dall'imperatore," mentre i vecchi mandati imperiali dovevano essere restituiti alla corte Ming per il rinnovo.
Tuttavia, secondo il tibetologo John Powers, le fonti tibetane contestano questa versione e menzionano al contrario l'attribuzione di titoli tibetani agli imperatori cinesi e ai loro dignitari. Le missioni di omaggio dai monasteri tibetani alla corte cinese non portavano indietro soltanto titoli, ma grandi doni di notevole valore commerciale che potevano successivamente essere venduti. Gli imperatori Ming mandavano gli inviti ai lama regnanti, ma i lama inviano dei subordinati piuttosto che venire loro stessi, e nessun sovrano tibetano si dichiarò mai esplicitamente un vassallo dei Ming. Inoltre, secondo il sinologo svedese Hans Bielenstein, già sotto la dinastia Han (202 a.C. – 220 d.C.) il governo cinese Han "manteneva la finzione" che i funzionari stranieri che amministravano i vari "stati dipendenti" e le città-stato delle oasi delle Regioni Occidentali (composte dal Bacino del Tarim e dall'oasi di Turfan) fossero suoi rappresentanti perché aveva conferito loro i sigilli cinesi e le insegne della delega del potere.

#### Changchub Gyaltsen
Secondo Wang e Nyima, dopo la concessione del titolo ufficiale di "Ministro dell'educazione" a Changchub Gyaltsen (Byang chub rgyal mtshan, 1302–1364) da parte della corte Yuan, questo titolo apparve frequentemente associato al suo nome in vari testi tibetani, mentre il suo titolo tibetano "Degsi" (sic, propriamente sde-srid o desi) è menzionato raramente. Wang e Nyima ritengono che questo dimostri che "anche nel periodo più tardo della dinastia Yuan, la corte imperiale Yuan e il regime Pagmo Drupa mantennero una relazione governo centrale-locale." Si suppone perfino che Changchub Gyaltsen abbia scritto nel suo testamento: "In passato ricevetti amorevoli cure dall'imperatore ad oriente. Se l'imperatore continuerà a curarsi di noi, vi prego di seguire i suoi editti e che l'inviato imperiale sia ben accolto."

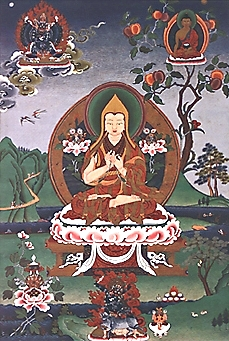
Ritratto di Je Tsongkhapa, fondatore della scuola Gelug, da un dipinto del XIX secolo.

Tuttavia, Lok-Ham Chan, professore di storia all'Università di Washington, scrive che gli obiettivi di Changchub Gyaltsen erano in realtà di ricreare il vecchio Regno tibetano che esisteva durante la dinastia cinese Tang, di costruire un "sentimento nazionalista" tra i Tibetani e di "rimuovere tutte le tracce della signoria mongola." Secondo Georges Dreyfus, professore di religione al Williams College, fu Changchub Gyaltsen che adottò il vecchio sistema amministrativo di Songtsän Gampo (c. 605–649) — il primo re Yarlung ad imporre il Tibet come grande potenza — ripristinando il suo codice di diritto penale e la sua suddivisione amministrativa. Per esempio, invece dei 13 governatorati stabiliti dal viceré mongolo Sakya, Changchub Gyaltsen divise il Tibet Centrale in distretti (dzong) con cpai distretto (dzong dpon) che dovevano conformarsi ai vecchi rituali e indossare abiti nello stile del vecchio Tibet imperiale. Van Praag asserisce che le ambizioni di Changchub Gyaltsen erano di "restituire al Tibet le glorie della sua Era imperiale" ripristinando l'amministrazione secolare, promuovendo "la cultura e le tradizioni nazionali" e introducendo un codice legislativo che sopravvisse fino al XX secolo.
Secondo Chen, l'ufficiale Ming di Hezhou (la moderna Linxia) informò l'imperatore Hongwu che la situazione generale a Dbus e Gtsang (Ü-Tsang) "era sotto controllo", e suggerì perciò all'imperatore di offrire al secondo sovrano Phagmodru Shakya Gyaltsen (Wylie: sh'akya rgyal mtshan; ZYPY: Sagya Gyaincain) un titolo ufficiale. Secondo le Cronache dell'Imperatore fondatore, Hongwu emise un editto che concedeva il titolo di "Maestro dell'iniziazione di stato" a Sagya Gyaincain, mentre quest'ultimo mandò inviati alla corte Ming per consegnare all'imperatore il suo sigillo di giada insieme a un tributo di seta colorata e raso, statue del Buddha, scritture buddiste e sari.
Dreyfus scrive che dopo che la miriarchia di Phagmodru perse il potere di accentramento sul Tibet nel 1434, nei successivi due secoli altre famiglie tentarono più volte invano di stabilire la loro influenza, fino al 1642, quando Lozang Gyatso, il quinto Dalai Lama, impose definitivamente la sua egemonia sul Tibet.

#### Je Tsongkhapa
La dinastia Ming concesse titoli ai lama di scuole come il Karmapa Kargyu, che però in precedenza aveva rifiutato gli inviti mongoli per ricevere i titoli. Quando l'imperatore Ming Yongle invitò Je Tsongkhapa (1357–1419), fondatore della scuola Gelug, a venire alla corte Ming per rendere omaggio, quest'ultimo declinò. Secondo Wang e Nyima, il rifiuto era legato all'età avanzata e all'infermità fisica, e agli impegni per la costruzione di tre importanti monasteri. Chen Qingying afferma che Tsongkhapa declinò l'invito dell'imperatore con una lettera, nella quale scrisse:
(Chen 2003, p. 51.)

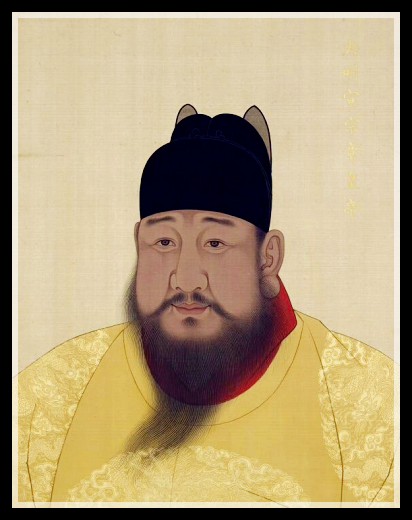
L'imperatore Xuande (r. 1425–1435).

Secondo Tom Grunfeld Tsongkhapa fece riferimento alle sue cattive condizioni di salute nel suo rifiuto ad apparire alla corte Ming, mentre Rossabi aggiunge che Tsongkhapa citò la "lunghezza e difficoltà del viaggio" in Cina come un'altra ragione per non presentarsi. Questa prima richiesta da parte dei Ming fu fatta nel 1407, seguita da un'altra ambasciata nel 1413, guidata dall'eunuco Hou Xian (候顯; fl. 1403–1427), che du di nuovo rifiutata da Tsongkhapa. Rossabi osserva che Tsongkhapa non voleva alienarsi interamente la corte Ming, perciò mandò il suo discepolo Chosrje Shākya Yeshes (Jamchen Choje, 釋迦也失) a Nanchino nel 1414 a suo nome, e al suo arrivo nel 1415 l'imperatore Yongle gli conferì il titolo di "Maestro di Stato" — lo stesso titolo anteriormente attribuito al sovrano Phagmodru del Tibet. L'imperatore Xuande (r. 1425–1435) concesse a questo discepolo perfino il titolo di "Re" (王). Non sembra però che questo titolo abbia avuto alcun significato pratico, o abbia dato al suo detentore alcun potere, nel monastero di Ganden di Tsongkhapa. Wylie sottolinea che i riconoscimenti concessi alla scuola Gelug — come pure al lignaggio Karma Kargyu — non possono essere considerati una semplice continuazione delle cariche esistenti sotto la dinastia mongola Yuan, dal momento che la scuola Gelug fu creata dopo la caduta della dinastia Yuan.

#### Implicazioni sulla questione del governo
Dawa Norbu, un importante autore della diaspora tibetana ora scomparso, sostiene che i moderni storici comunisti cinesi tendono a ritenere che i Ming semplicemente rinominarono i vecchi funzionari della dinastia Yuan in Tibet e perpetuarono in tal modo il loro dominio del Tibet. Norbu scrive che, sebbene questo sarebbe stato vero per le relazioni "tributo con commercio" tra le regioni tibetane orientali dell'Amdo e del Kham e la dinastia Ming, non era vero se applicato le regioni tibetane occidentali dell'Ü-Tsang e dello Ngari. Dopo il miriarca Phagmodru Changchub Gyaltsen, queste regioni furono governate da "tre successivi regimi nazionalistici" che, secondo Norbu, "gli storici comunisti preferiscono ignorare." Laird scrive che i Ming concessero titoli ai principi tibetani orientali, e che "queste alleanze con i principati tibetani orientali sono la prova che la Cina ora produce a sostegno della sua asserzione che i Ming governavano il Tibet", malgrado il fatto che i Ming non inviarono un esercito per sostituire i Mongoli dopo che questi ultimi avevano lasciato il Tibet. Yiu Yung-chin afferma che gli estremi confini occidentali del territorio della dinastia Ming erano il Gansu, il Sichuan e Yunnan, mentre "i Ming non possedevano il Tibet." Secondo Shih-Shan Henry Tsai, professore di storia e direttore di studi asiatici all'Università dell'Arkansas, l'imperatore Yongle mandò il suo eunuco Yang Sanbao in Tibet nel 1413 per ottenere la fedeltà di vari principi tibetani, mentre Yongle spese una piccola fortuna in regali per ricambiare gli omaggi e coonservare la lealtà degli stati vassalli limitrofi come il Nepal e il Tibet. Tuttavia, Van Praag afferma che i sovrani tibetani mantennero proprie relazioni separate con il Nepal e il Kashmir, e a volte "intrapresero con essi confronti armati".

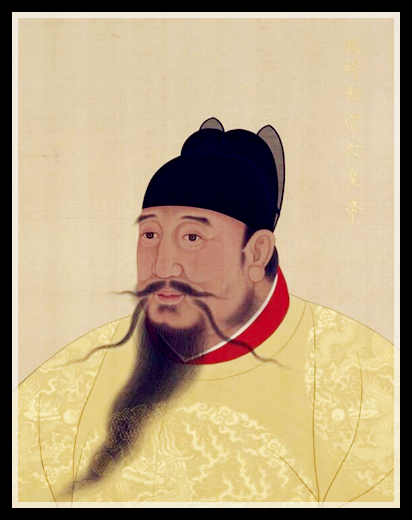
L'imperatore Yongle (r. 1402–1424).

Anche se i Gelug scambiarono doni ed inviarono missioni alla corte Ming fino agli anni 1430, essi non sono menzionati nel Mingshi o nel Mingshi Lu. Al riguardo, lo storico Li Tieh-tseng osserva in merito al rifiuto di Tsongkhapa degli inviti dei Ming a visitare la corte di Yongle:
(Wylie 2003, p. 470.)
Secondo Wylie questo tipo di censura del Mingshi distorce il vero quadro della storia delle relazioni sino-tibetane, mentre la corte Ming concedeva titoli ai vari lama indipendentemente dalla setta alla quale erano affiliati in una costante guerra civile in Tibet tra fazioni lamaiste concorrenti. Wylie sostiene che i titoli Ming di "Re" concessi indiscriminatamente ai vari lama tibetani o perfino ai loro discepoli non dovrebbero essere visti come riconferme delle precedenti cariche della dinastia Yuan, poiché il regime viceregale Sakya istituito in Tibet dai Mongoli fu rovesciato dalla miriachia Phagmodru prima che esistessero i Ming. Helmut Hoffman afferma che i Ming manten la facciata del dominio sul Tibet ricevendo alla loro corte periodiche missioni di "emissari dei tributi" inviate dai Tibetani e concedendo titoli nominali ai lama regnanti, ma in realtà non interferivano nel governo del Tibet. Melvyn C. Goldstein osserva che i Ming non avevano nessuna reale autorità amministrativa sul Tibet, in quanto i vari titoli dati ai capi tibetani non conferivano autorità come avevano fatto i precedenti titoli degli Yuan mongoli. Egli asserisce che "conferendo titoli ai Tibetani già al potere, gli imperatori Ming riconoscevano puramente la realtà politica." Hugh E. Richardson aggiunge che la dinastia Ming non esercitò alcuna autorità sulla successione di famiglie regnanti tibetane, i Phagmodru (1354–1436), i Rinpungpa (1436–1565) e gli Tsangpa (1565–1642).

### Significato religioso
Nell'usurpazione del trono dell'imperatore Jianwen (r. 1398–1402), l'imperatore Yongle fu aiutato dal monaco buddista Yao Guangxiao, e come suo padre Hongwu, Yongle era "ben disposto verso il buddismo", sostiene Rossabi. Il 10 marzo 1403, l'imperatore Yongle invitò alla sua corte Deshin Shekpa (1384–1415), il quinto Karmapa, anche se il quarto Karmapa aveva rifiutato l'invito dell'imperatore Hongwu. Una traduzione tibetana del XVI secolo preserva la lettera di Yongle, che l'Associazione per gli Studi Asiatici notes è cortese e complimentosa verso i Karmapa. La lettera d'invito dice: "Mio padre ed entrambi i genitori della regina ora sono morti. Voi siete la mia sola speranza, essenza della buddhità. Per favore venite presto. Sto mandando come offerta un grande lingotto d'argento, centocinquanta monete d'argento, venti rotoli di seta, un blocco di legno di sandalo, centocinquanta pani di tè e dieci libbre d'incenso." Per scovare il Karmapa, Yongle spedì il suo eunuco Hou Xian e il monaco buddista Zhi Guang (m. 1435) in Tibet. Viaggiando a Lhasa o attraverso Qinghai o attraverso la Via della Seta a Khotan, Hou Xian e Zhi Guang non tornarono a Nanchino fino al 1407.

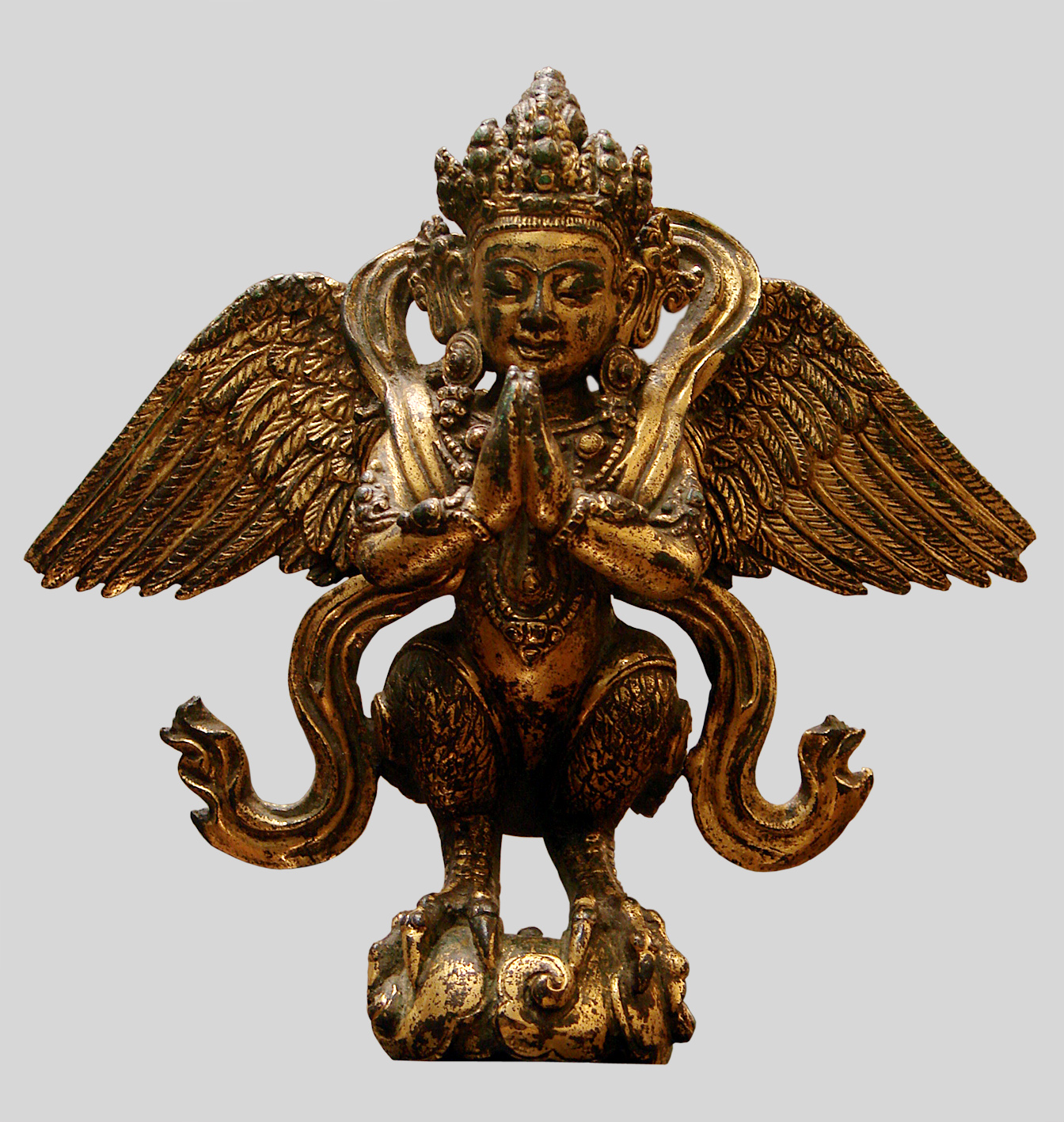
Una figura cinese in bronzo dorato di una mitologica kinnari buddista, dell'era del regno dell'imperatore Xuande (r. 1425–1435).

Durante i suoi viaggi iniziati nel 1403, Deshin Shekpa fu indotto dalle ulteriori esortazioni della corte Ming a visitare Nanchino entro il 10 aprile 1407. Norbu scrive che Yongle, seguendo la tradizione degli imperatori mongoli e la loro reverenza per i lama Sakya tibetani, mostrò un'enorme deferenza verso Deshin Shekpa. Yongle uscì dal palazzo a Nanchino per salutare il Karmapa e non gli chiese di prostrarsi (kowtow) come un vassallo tributario. Secondo Karma Thinley, l'imperatore diede al emperor gave the Karmapa il posto d'onore alla sua sinistra, e su un trono più alto del proprio. Rossabi e altri descrivono una disposizione simile fatta da Kublai Khan ed il lama Sakya Phagpa, affermando che Kublai soleva "sedere su una piattaforma più bassa del clero tibetano" quando riceveva da lui istruzioni religiose. Per tutto il mese successivo, l'imperatore Yongle e la sua corte inondarono Deshin Shekpa di regali. Presso il Tempio di Linggu a Nanchino, presiedette le cerimonie religiose per i genitori deceduti di Yongle, mentre ventidue giorni del suo soggiorno furono segnati da miracoli religiosi che vennero registrati in cinque lingue su un gigantesco rotolo che portava il sigillo dell'imperatore. Durante il suo soggiorno a Nanchino, a Deshin Shekpa fu conferito il titolo di "Gran Principe del Tesoro del Dharma" da Yongle. Elliot Sperling asserisce che Yongle, nel concedere a Deshin Shekpa il titolo di "Re" e nel lodare le sue abilità mistiche e i suoi miracoli, stava tentando di costruire un'alleanza con i Karmapa come i Mongoli avevano fatto con i lama Sakya, ma Deshin Shekpa rifiutò l'offerta di Yongle. In effetti, questo era lo stesso titolo che Kublai Khan aveva offerto al lama Sakya Phagpa, ma Deshin Shekpa persuase Yongle a concedere il titolo ai capi religiosi di altre sette buddiste tibetane.

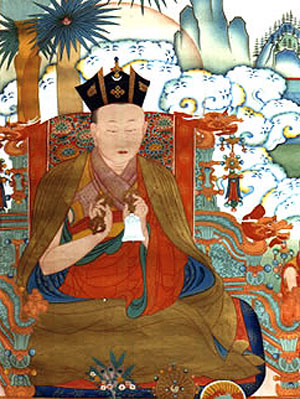
Deshin Shekpa (1384–1415).

Fonti tibetane dicono che Deshin Shekpa persuase anche Yongle a non imporre la sua potenza militare sul Tibet come avevano fatto in precedenza i Mongoli. Thinley riferisce che, prima che Denshin Shera ritornasse in Tibet, l'imperatore cominciò a pianificare emperor began planning di inviare una forza armata in Tibet per dare forzosamente ai Karmapa autorità su tutte le sette buddhiste tibetane, ma Deshin Shekpa lo dissuase. Ma secondo Hok-Lam Chan «ci sono poche prove che questa fosse mai l'intenzione dell'imperatore» e che queste prove indicano che Deshin Skekpa fu invitato per fini strettamente religiosi.
Marsha Weidner afferma che i miracoli di Deshin Shekpa "diedero testimonianza alla potenza sia dell'imperatore che del suo guru e servirono da strumento di legittimazione per la problematica successione al trono dell'imperatore", riferendosi al conflitto di Yongle con il precedente imperatore Jianwen. Anche Tsai sottolinea che Deshin Shekpa aiutò la legittimazione del governo di Yongle fornendogli prodigi e presagi che dimostravano il favore del cielo su di lui sul trono Ming.
Prendendo spunto dalla relazione della corte Ming con il quinto Karmapa e gli altri capi tibetani, Norbu ritiene che gli storici comunisti cinesi non siano riusciti a cogliere il significato dell'aspetto religioso della relazione Ming-tibetana. A suo avviso, gli incontri dei lama con l'imperatore erano scambi di omaggi fra "il protettore e il sacerdote" e non erano semplicemente esempi di un subordinato politico che rendeva omaggio ad un superiore. Egli nota anche gli oggetti di omaggio erano manufatti buddisti che simboleggiavano "la natura religiosa della relazione". Josef Kolmaš scrive che la dinastia Ming nn esercitò alcun controllo politico diretto sul Tibet, paga delle sue relazioni tributarie che erano "quasi interamente di carattere religioso". Patricia Ann Berger scrive che il corteggiamento e la concessione di titoli ai lama da parte di Yongle era il suo tentativo di "resuscitare la relazione tra la Cina ed il Tibet stabilita anteriormente dal fondatore della dinastia Yuan Khubilai Khan e dal suo Phagpa." Ella osserva inoltre che i successivi imperatori Qing e i loro alleati mongoli considerarono la relazione di Yongle con il Tibet come "parte di una catena di reincarnazioni che vedeva questo imperatore cinese Han come un'ulteriore emanazione di Mañjuśrī".

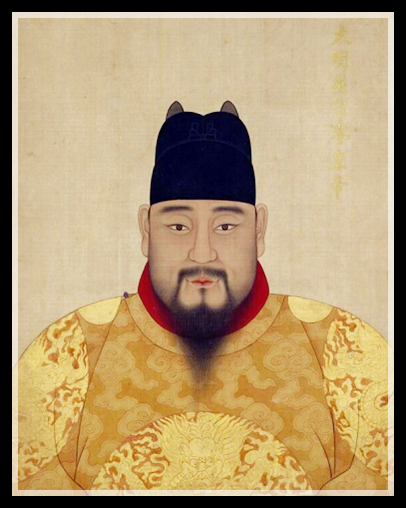
L'imperatore Zhengtong (r. 1435–1449).

L'Ufficio d'informazione del Consiglio di Stato della RPC conserva un editto dell'imperatore Zhengtong (r. 1435–1449) indirizzato al Karmapa nel 1445, scritto dopo che l'agente di quest'ultimo aveva portato reliquie sacre alla corte Ming. Zhengtong fece consegnare il seguente messaggio al Gran Principe del Tesoro del Dharma, il Karmapa:
Per compassione, Buddha insegnò alle persone ad essere buone e le persuase ad abbracciare le sue dottrine. Voi, che vivete nella remota Regione Occidentale, avete ereditato le vere dottrine buddiste. Sono profondamente impressionaro non solo dalla compassione con la quale predicate tra la gente della vostra regione per la loro illuminazione, ma anche dal vostro rispetto per i desideri del Cielo e dalla vostra devozione alla corte. Sono molto lieto che abbiate mandato qui bSod-nams-nyi-ma e altri monaci tibetani portando con loro statue di Buddha, cavalli e altre specialità come omaggi alla corte as tributes to the court.
Malgrado questo illuminante messaggio di Zhengtong, Chan scrive che nel 1446 la corte Ming troncò tutte le relazioni con i gerarchi Karmapa. Fino a quell'anno, la corte Ming fu inconsapevole che Deshin Shekpa era morto nel 1415. Prima di scoprirlo, la corte Ming credette che i rappresentanti della sua setta che continuavano a visitare la capitale Ming fossero mandati da lui.

### Tributi e scambi di tè con cavalli

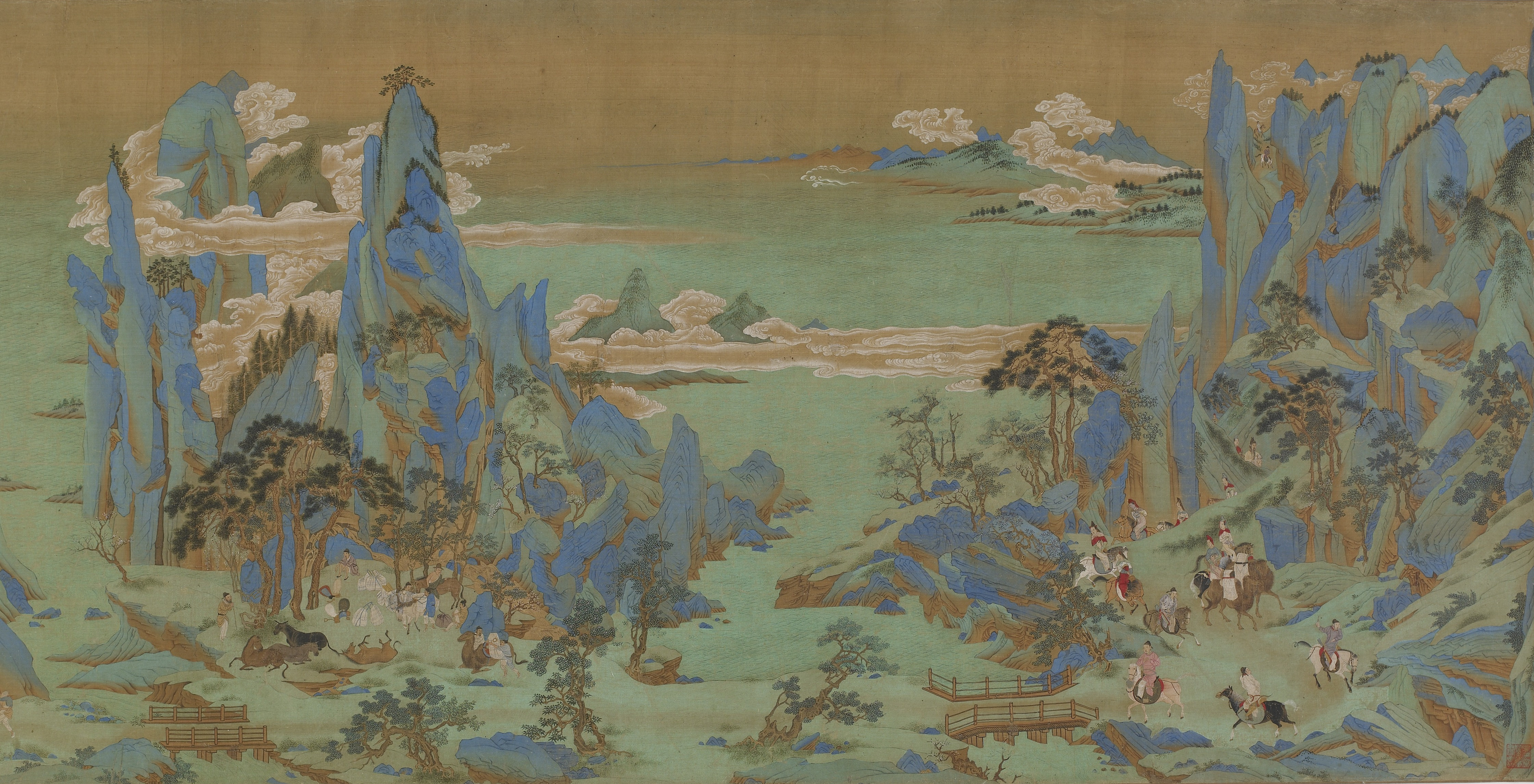
Un dipinto della tarda dinastia Ming alla maniera di Qiu Ying che mostra l'imperatore Xuan Zong (r. 712–756) che fugge dalla capitale in pericolo con la sua corte a cavallo; la dinastia Ming aveva bisogno di cavalli per opporsi agli eserciti nomadi mongoli al nord; pertanto, il commercio di importare cavalli tibetani in cambio di tè cinese divenne una grande risorsa per la dinastia Ming.

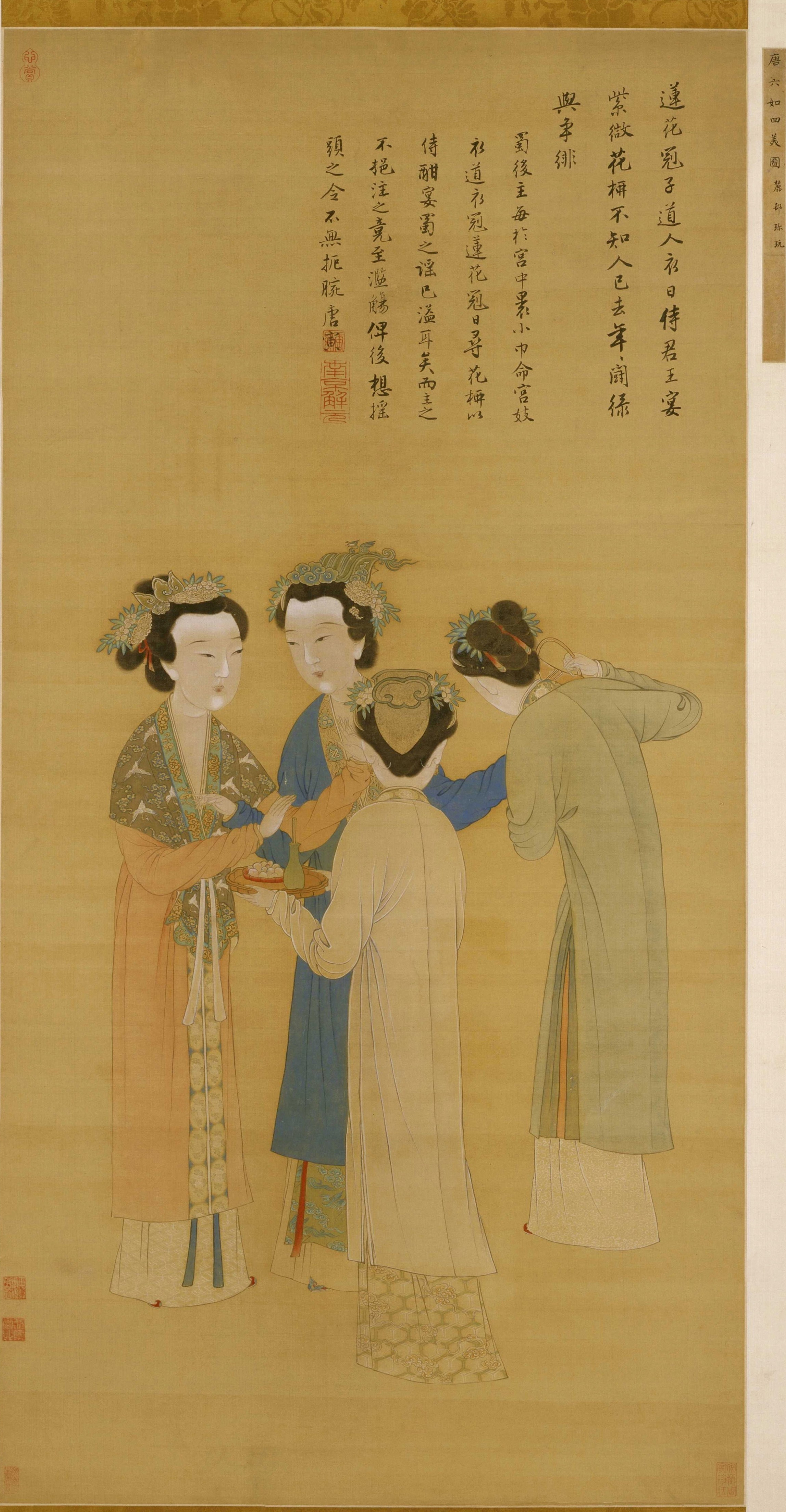
Dame di corte con abiti di seta, di Tang Yin (1470–1524); la corte Ming concedeva ai Tibetani doni quali abiti e suppellettili di seta, mentre veniva anche incontro ai buddisti tibetani incorporando l'iconografia simbolica buddista nei motivi della seta.

Tsai scrive che subito dopo la visita di Deshin Shekpa, Yongle ordinò la costruzione di una strada e di posti di scambio nel tratto superiore del Fiume Azzurro e del fiume Mekong al fine di facilitare il commercio con il Tibet di tè, cavalli e sale. La rotta commerciale passava attraverso il Sichuan e incrociava la Contea di Shangri-La nello Yunnan. Wang e Nyima asseriscono che questo "commercio legato ai tributi" dei Ming che scambiava tè cinese con cavalli tibetani — mentre concedeva agli inviati e ai mercanti tibetani il permesso esplicito di commerciare con i mercanti cinesi Han — "favorì il dominio della dinastia Ming sul Tibet". Rossabi e Sperling notano che questo scambio di cavalli tibetani con tè cinese esisteva assai prima che fosse fondata la corte Ming. Peter C. Perdue sostiene che anche Wang Anshi (1021–1086), rendendosi conto che la Cina non poteva produrre abbastanza destrieri militarmente capaci, aveva cercato di ottenere cavalli dall'Asia Interna in cambio di tè cinese. I Cinesi avevano bisogno di cavalli non solo per la cavalleria ma anche come animali da tiro per i carri dei rifornimenti dell'esercito. I Tibetani richiedevano il tè cinese non soltanto come bevanda comune, ma anche come supplemento cerimoniale di tipo religioso. Il governo Ming impose un monopolio sulla produzione di tè e tentarono di regolare questo commercio con mercati sorvegliati dallo stato, ma questi crollarono nel 1449 a causa di fallimenti militari e di pressioni ecologiche e commerciali interne sulle regioni produttrici di tè.
Van Praag afferma che la corte Ming stabilì delegazioni diplomatiche con il Tibet semplicemente per garantirsi i cavalli di cui aveva urgente bisogno. Wang e Nyima sostengono che queste non erano affatto delegazioni diplomatiche, che le aree tibetane erano governate dai Ming perché ai capi tibetani erano concesse posizioni in qualità di funzionari Ming, che i cavalli erano raccolti dal Tibet come una "corvée" obbligatoria, e pertanto i Tibetani stavano "conducendo affari interni, non diplomazia estera". Sperling scrive che i Ming compravano cavalli nella regione di Kham mentre simultaneamente combattevano le tribù tibetane nell'Amdo e ricevevano le ambasciate tibetane a Nanchino. Egli sostiene inoltre che le ambasciate dei lama tibetani che visitavano la corte Ming erano per la maggior parte sforzi per promuovere transazioni commerciali tra il vasto, ricco entourage dei lama tibetani e i mercanti e i funzionari cinesi Ming. Secondo Kolmaš, mentre i Ming mantenevano una politica di laissez-faire verso il Tibet e limitavano i numeri delle scorte tibetane, i Tibetani cercavano di mantenere una relazione tributaria con i Ming perché la protezione imperiale forniva loro ricchezza e potere. Laird sottolinea che i Tibetani cercavano avidamente gli inviti della corte Ming poiché i doni che i Tibetani ricevevano in cambio degli omaggi recati erano di valore molto maggiore di questi ultimi. A proposito dei doni di Yongle per i suoi vassalli tibetani e nepalesi, come oggetti d'argento, reliquie di Buddha, utensili per templi buddisti e cerimonie religiose, e toghe e vesti per i monaci, Tsai scrive: "nel suo sforzo di attirare gli stati vicini nell'orbita Ming così che potesse bearsi della gloria, Yongle was quite willing to pay a small price". L'Ufficio d'informazione del Consiglio di Stato della RPC elenca gli oggetti degli omaggi tinetani come buoi, cavalli, cammelli, pecore, prodotti in pelle, erbe medicinali, incensi tibetani, thangka (rotoli dipinti) e lavori artigianali; mentre i Ming concedevano ai portatori di omaggi tibetani un uguale valore di oro, argento, raso e broccaro, pezze di stoffa, grani e foglie di tè. Anche i laboratori di seta durante il periodo Ming si rivolgevano specificamente al mercato tibetano con abiti e ornamenti di seta che riprendevano l'iconografia buddista tibetana.
Sebbene scambiasse cavalli con il Tibet, la dinastia Ming confermava una politica di divieto dei mercati di confine al nord, che Laird vede come un tentativo di punire i Mongoli per le loro incursioni e "cacciarli dalle frontiere della Cina". Tuttavia, dopo che Altan Khan (1507–1582) — capo dei Mongoli Tümed che abbatterono l'egemonia della confederazione dei Mongoli Oirati sulle steppe — fece pace con la dinastia Ming nel 1571, persuase i Ming a riaprire i loro mercati di confine nel 1573. Questa decisione fornì ai Cinesi una nuova fornitura di cavalli, che i Mongoli avevano in eccesso; fu anche un sollievo per i Ming, dal momento che essi non erano in grado di impedire le periodiche scorrerie dei Mongoli. Secondo Laird, malgrado il fatto che i successivi Mongoli credessero che Altan avesse costretto i Ming a considerarlo come eguale, gli storici cinesi sostengono che egli era semplicemente un leale cittadino cinese. Verso il 1578, Altan Khan formò una formidabile alleanza mongolo-tibetana con i Gelug che i Ming guardarono da lontano senza intervenire.

### Intervento armato e stabilità dei confini
Secondo Patricia Ebrey il Tibet, come la Corea Joseon e altri stati limitrofi alla Cina, accettarono il loro status tributario anche se non vi erano truppe o governatori cinesi dei Ming di stanza nel loro territorio. Laird scrive che "dopo che le truppe mongole lasciarono il Tibet, nessuna truppa Ming le sostituì". Wang e Nyima affermano che, malgrado il fatto che i Ming si fossero astenuti dall'inviare truppe a sottomettere il Tibet e dal collocarvi guarnigioni militari, queste misure non furono necessarie finché la corte Ming mantenne relazioni strette con i vassalli tibetani e con le loro forze. Tuttavia, vi furono casi nel XIV secolo in cui l'imperatore Hongwu usò effettivamente la forza militare per soffocare tumulti in Tibet. John D. Langlois ricorda che si verificarono tumulti in Tibet e nel Sichuan occidentale, che il marchese Mu Ying (沐英) fu incaricato di soffocare nel novembre 1378 dopo aver stabilito una guarnigione di Taozhou nel Gansu. Dal canto suo, Langlois nota che verso l'ottobre 1379 Mu Ying aveva presumibilmente catturato 30.000 prigionieri tibetani e 200.000 animali addomesticati. Tuttavia l'invasione avvenne in entrambe le direzioni; nel 1390 al generale Ming Qu Neng, sotto il comando di Lan Yu, fu ordinato di respingere un assalto tibetano al Sichuan.

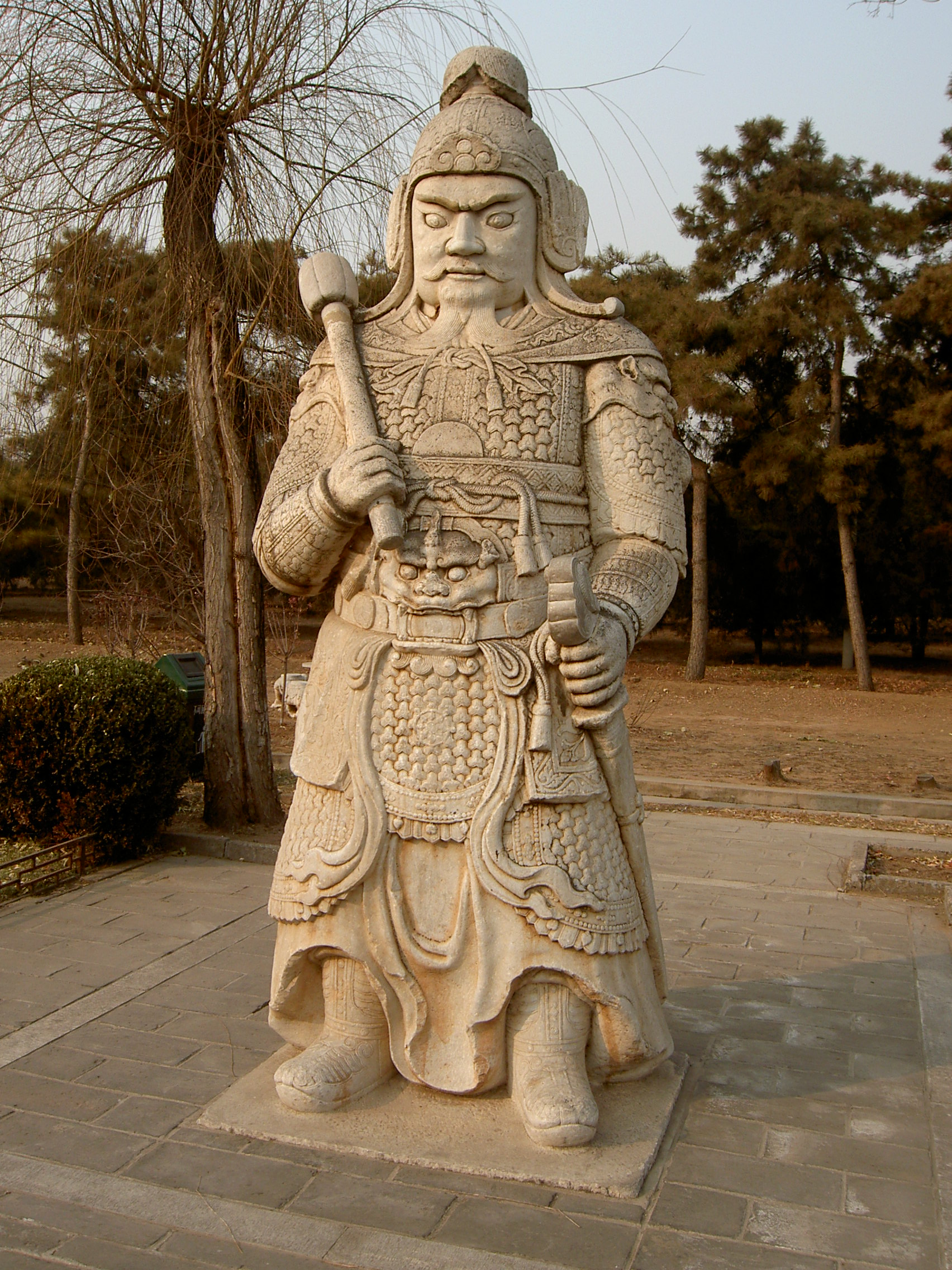
Una guardia con armi e corazza dalle tombe Ming.

A metà della dinastia Ming le scelte strategiche si concentrarono primariamente sulla riconquista della regione di Ordos, che i Mongoli utilizzavano come base di raccolta per organizzare le incursioni nella Cina dei Ming. Norbu afferma che la dinastia Ming, preoccupata della minaccia mongola a nord, non avrebbe dovuto risparmiare forze armate supplementari per rafforzare o sostenere la sua rivendicazione di sovranità sul Tibet; invece, essa fece assegnamento sugli "strumenti confuciani delle relazioni tributarie" riversando sui lama tibetani innumerevoli titoli e doni attraverso azioni diplomatiche. Sperling sottolinea che la delicata relazione tra i Ming e il Tibet fu "l'ultima volta in cui una Cina unita dovette trattare con un 
tibet indipendente", che vi era una possibilità di conflitti armati ai confini e che lo scopo ultimo della politica estera dei Ming con il Tibet non era la sottomissione ma "l'evitare qualsiasi tipo di minaccia tibetana". P. Christiaan Klieger osserva che la protezione degli alti lama tibetani da parte della corte Ming "era finalizzata ad aiutare a stabilizzare le regioni di confine e a proteggere le rotte commerciali".
Gli storici Luciano Petech e Sato Hisashi sostengono che i Ming mantennero una politica di "dividere e comandare" verso un Tibet debole e politicamente frammentato dopo la caduta del regime Sakya. Secondo Chan, questa era forse la strategia calcolata di Yongle, in quanto la protezije esclusiva accordata ad una sola setta tibetana le avrebbe dato troppo potere nella regione. Sperling tuttavia non trova alcuna prova testuale né in fonti cinesi né in quelle tibetane per sostenere questa tesi di Petech e Hisashi. Norbu ritiene che la loro tesi sia in gran parte basata sulla lista dei titoli Ming conferiti ai lama tibetani piuttosto che sull'"analisi comparativa degli sviluppi in Cina e in Tibet". Rossabi afferma che questa teoria "attribuisce troppa influenza ai Cinesi", sottolineando che il Tibet era già politicamente diviso quando la dinastia Ming cominciò. Rossabi scarta anche la teoria del "dividere e comandare" a causa del fallito tentativo di Yongle di costruire una forte relazione con il quinto Karmapa — una relazione che egli sperava avrebbe eguagliato la precedente relazione di Kublai Khan con il lama Sakya Phagpa. Invece, Yongle seguì il consiglio di Karmapa di dare protezione a molti diversi lama tibetani.

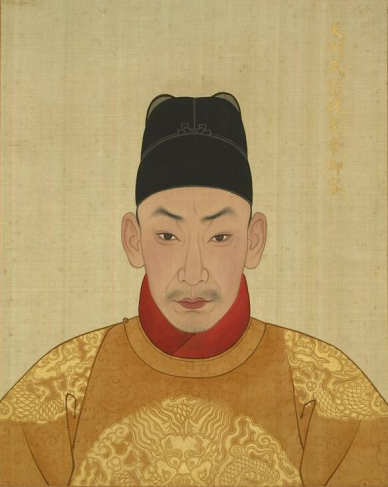
L'imperatore Zhengde (r. 1505–1521).

L'Associazione per gli Studi Asiatici afferma che non c'è alcuna prova scritta conosciuta che suggerisca che i successivi capi del Gelug — il primo Dalai Lama Gendun Drup (1391–1474) e il secondo Dalai Lama Gendun Gyatso (1475–1571) — ebbero alcun contatto con la Cina dei Ming. La preoccupazione promaria di questi due capi religiosi era di trattare con i potenti principi secolari di Rinbung, che erano patroni e protettori dei lama Karma Kargyu. I capi Rinbung (Rinpungpa) erano parenti dei Phagmodru, tuttavia la loro autorità mutò nel tempo da semplici governatori a sovrani di diritto su grandi aree dell'Ü-Tsang. Il principe di Rinbung occupò Lhasa nel 1498 ed escluse il Gelug dalla partecipazione alle cerimonie e alle preghiere del Nuovo Anno, l'evento più importante per questa setta. Mentre il compito delle preghiere del Nuovo Anno a Lhasa fu affidato al Karmapa e ad altri, Gendun Gyatso viaggiò in esilio in cerca di alleati. Tuttavia, fu solo nel 1518 che il sovrano secolare Phagmodru conquistò Lhasa a Rinbung, e da allora in poi al Gelug fu concesso il diritto di condurre la preghiera del Nuovo Anno. Quando l'abate Drikung Kagyu del Monastero di Drikung minacciò Lhasa nel 1537, Gendun Gyatso fu costretto ad abbandonare il Monastero di Drepung, anche se alla fine ritornò.
L'imperatore Zhengde (r. 1505–1521), che godeva della compagnia dei lama a corte malgrado le proteste del censorato, aveva udito racconti di un "Buddha vivente" che desiderava ospitare nella capitale Ming; questi non era altri che il Karmapa sostenuto dal Rinbung che allora occupava Lhasa. Gli alti consiglieri di Zhengde fecero ogni tentativo per dissuaderlo dall'invitare questo lama a corte, sostenendo che il Buddismo tibetano ferocemento eterodosso e non ortodosso. Malgrado le proteste del Gran Segretario Liang Chu, nel 1515 l'imperatore Zhengde mandò il suo ufficiale eunuco Liu Yun della cancelleria di palazzo in missione per invitare questo Karmapa a Pechino. Liu comandava una flotta di centinaia di navi requisite lungo il Fiume Azzurro, consumando 2.835 g (100 oz) d'argento al giorno in spese alimentari mentre stazionò per un anno a Chengdu nel Sichuan. Dopo essersi procurato i doni necessari per la missione, partì con una forza di cavalleria di circa 1.000 truppe. Quando l'invito a corte fu recapitato, tuttavia, il lama Karmapa rifiutò di lasciare il Tibet, malgrado la forza Ming portata per costringerlo. Non solo: il Karmapa lanciò un'imboscata a sorpresa all'accampamento di Liu Yun, impadronendosi di tutti i beni e i preziosi mentre uccise o ferì metà dell'intera scorta di Liu Yun. Dopo questo fiasco, Liu fuggì per salvarsi la vita, ma ritornò a Chengdu soltanto parecchi dopo per scoprire che nel frattempo l'imperatore Zhengde era morto.

### Tibetani come "minoranza nazionale"

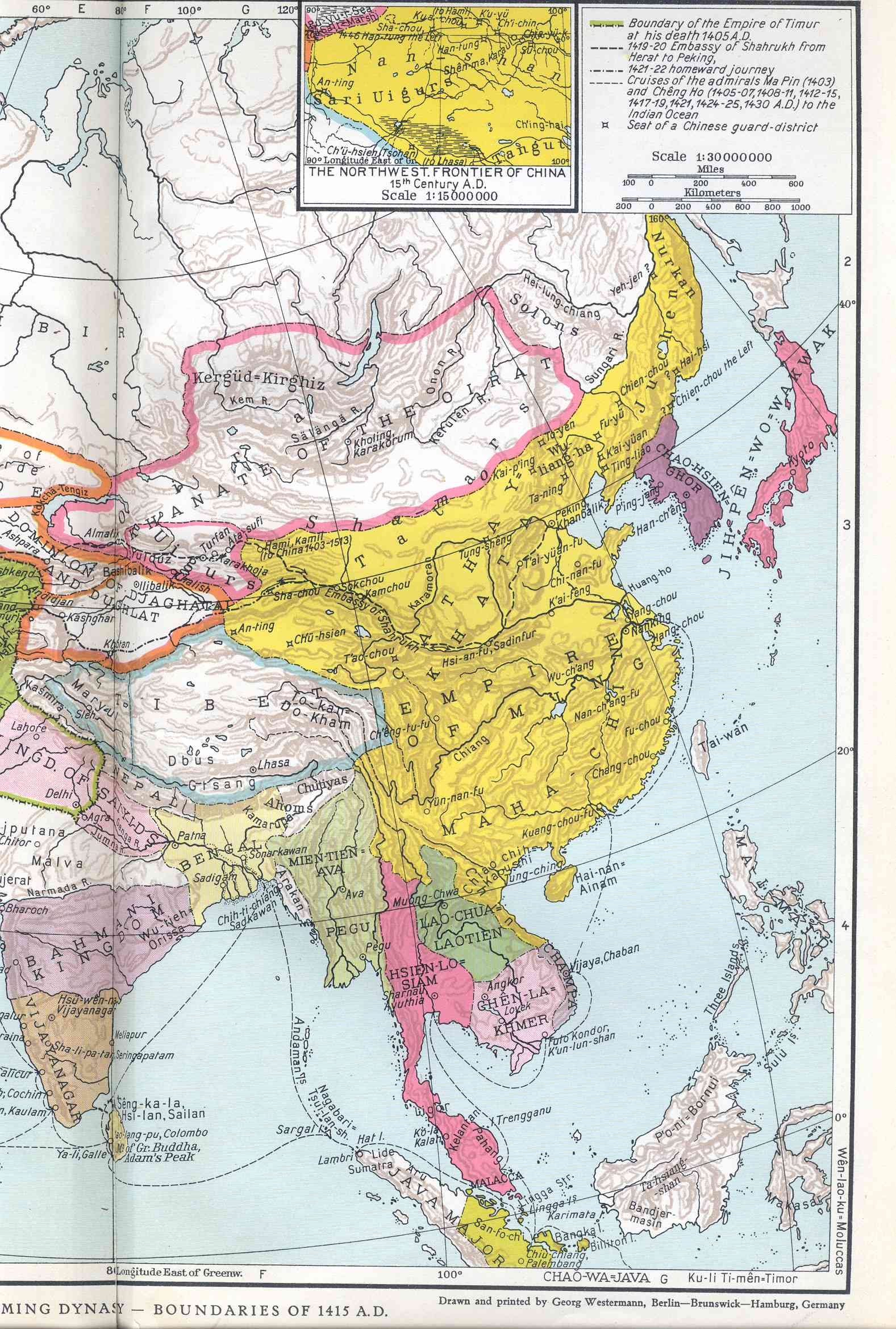
Secondo questa mappa dell'Impero Ming durante il regno dell'imperatore Yongle, pubblicata dalla Harvard University Press nel 1905, i confini mostrati non includono gli stati vassalli dei Ming, mentre il Tibet è significativamente assente dai territori sovrani dei Ming o dalle aree governate direttamente, indicate in giallo.

La Regione Autonoma del Tibet nella Repubblica Popolare Cinese; Marina Illich afferma che gli studiosi della RPC raggruppano il Tibet sotto una rubrica "minoranza nazionale" che "in maniera ristretta concepisce il Tibet geografico come una odierna Regione Autonoma del Tibet (R.A.T.) posta a ridosso di una congerie di 'prefetture tibetane' in ... Sichuan, Qinghai, Gansu e Yunnan", mentre la definizione storica del Tibet è descritta anacronisticamente come una "parte inalienabile della Cina".

Elliot Sperling, specialista di studi indiani e direttore del programma di Studi tibetani presso il Dipartimento di Studi sull'Eurasia Centrale dell'Università dell'Indiana, osserva che "l'idea che il Tibet divenne parte della Cina nel XIII secolo è una costruzione molto recente". Egli ricorda che gli scrittori cinesi dell'inizio del XX secolo erano dell'opinione che il Tibet non fosse stato annesso alla Cina prima dell'invasione della dinastia manciù dei Qing durante il XVIII secolo. Egli afferma anche che gli scrittori cinesi dell'inizio del XX secolo descrivevano il Tibet come una dipendenza feudale della Cina, non come una parte integrante di essa. Secondo Sperling, ciò è dovuto al fatto che "il Tibet era governato come tale, all'interno degli imperi dei Mongoli e dei Manciù" e che anche "la dinastia Ming intermedia  ...  non aveva alcun controllo sul Tibet." Sempre ad avviso di questo autore, la relazione dei Ming con il Tibet assume carattere problematico per l'insistenza della Cina nel rivendicare la sua sovranità ininterrotta sul Tibet a partire dal XIII secolo. Riguardo all'opinione tibetana che il Tibet non fu mai soggetto al governo degli imperatori Yuan o Qing della Cina, anche Sperling la esclude affermando che il Tibet era "soggetto alle norme, alle leggi e alle decisioni assunte dai sovrani Yuan e Qing" e che perfino i Tibetani descrivevano sé stessi come sudditi di questi imperatori.
Josef Kolmaš, sinologo, tibetologo e professore di Studi Orientali all'Accademia delle Scienze della Repubblica Ceca, scrive che fu durante la dinastia Qing "che ebbero luogo gli sviluppi in base ai quali il Tibet venne ad essere considerato parte organica della Cina, soggetto sia praticamente che teoricamente al governo centrale cinese". Tuttavia egli afferma che questo fu un cambiamento radicale rispetto a tutte le precedenti ere delle relazioni sino-tibetane.
P. Christiaan Klieger, antropologo e studioso dell'Accademia delle Scienze della California di San Francisco, sottolinea che il vicereame del regime Sakya instaurato dai Mongoli stabilì una relazione protettore-sacerdote tra i Tibetani e i Mongoli convertiti al Buddismo tibetano. A suo avviso, i lama tibetani ed i khan mongoli mantennero rispettivamente un "reciproco ruolo di prelato religioso e di protettore secolare". Klieger osserva inoltre che "sebbene gli accordi fossero fatti tra i capi tibetani e i khan mongoli, gli imperatori Ming e Qing, furono la Repubblica di Cina e i suoi successori comunisti che assunsero gli ex tributari e gli ex stati sudditi imperiali come parti integranti dello stato-nazione cinese".
Marina Illich, una studiosa del Buddismo indo-tibetano, discutendo la vita del lama Gelug Chankya Rolpe Dorje (1717–1786), menziona i limiti dei moderni studi sia occidentali che cinesi nell'interpretazione delle fonti tibetane. Per quanto concerne le limitazioni imposte sugli studiosi dal governo centrale della Repubblica Popolare Cinese su questioni riguardanti la storia del Tibet, Illich scrive:
Gli studiosi della RPC ... lavorano sotto la rigida supervisione degli uffici dei censori e devono aderire alle linee guida storiografiche emanate dallo stato [e] hanno poca scelta se non inquadrare la loro discussione della storia tibetana del diciottesimo secolo nei termini anacronistici del discorso dello stato contemporaneo della Repubblica Popolare Cinese (RPC) ... Vincolati dalle direttive del Partito, questi studiosi hanno poca scelta se non rappresentare il Tibet come una parte trans-storicamente inalienabile della Cina in un modo che oscura profondamente le questioni dell'intervento tibetano.
Il China Daily, un quotidiano controllato dal Partito Comunista Cinese (PCC) sin dal 1981, afferma in un articolo del 2008 che, sebbene vi fossero stati mutamenti dinastici dopo che il Tibet fu incorporato nel territorio della Cina della dinastia Yuan nel XIII secolo, "il Tibet è rimasto sotto la giurisdizione del governo centrale della Cina". Esso afferma anche la dinastia Ming "ereditò il diritto di governare il Tibet" dalla dinastia Yuan, e ripete le rivendicazioni del Mingshi sui Ming che stabiliscono due alti comandi itineranti sul Tibet. Secondo il China Daily i Ming gestivano l'amministrazione civile del Tibet, nominavano tutti i principali funzionari di questi organi amministrativi e punivano i Tibetani che infrangevano la legge. Il Quotidiano del Popolo, controllato dal partito, l'Agenzia Nuova Cina, controllata dallo stato, e la rete televisiva nazionale China Central Television, anch'essa controllata dallo stato, pubblicarono lo stesso articolo del China Daily, l'unica differenza essendo i loro titoli e qualche testo aggiuntivo.

## Alleanza mongolo-tibetana

### Altan Khan e il Dalai Lama

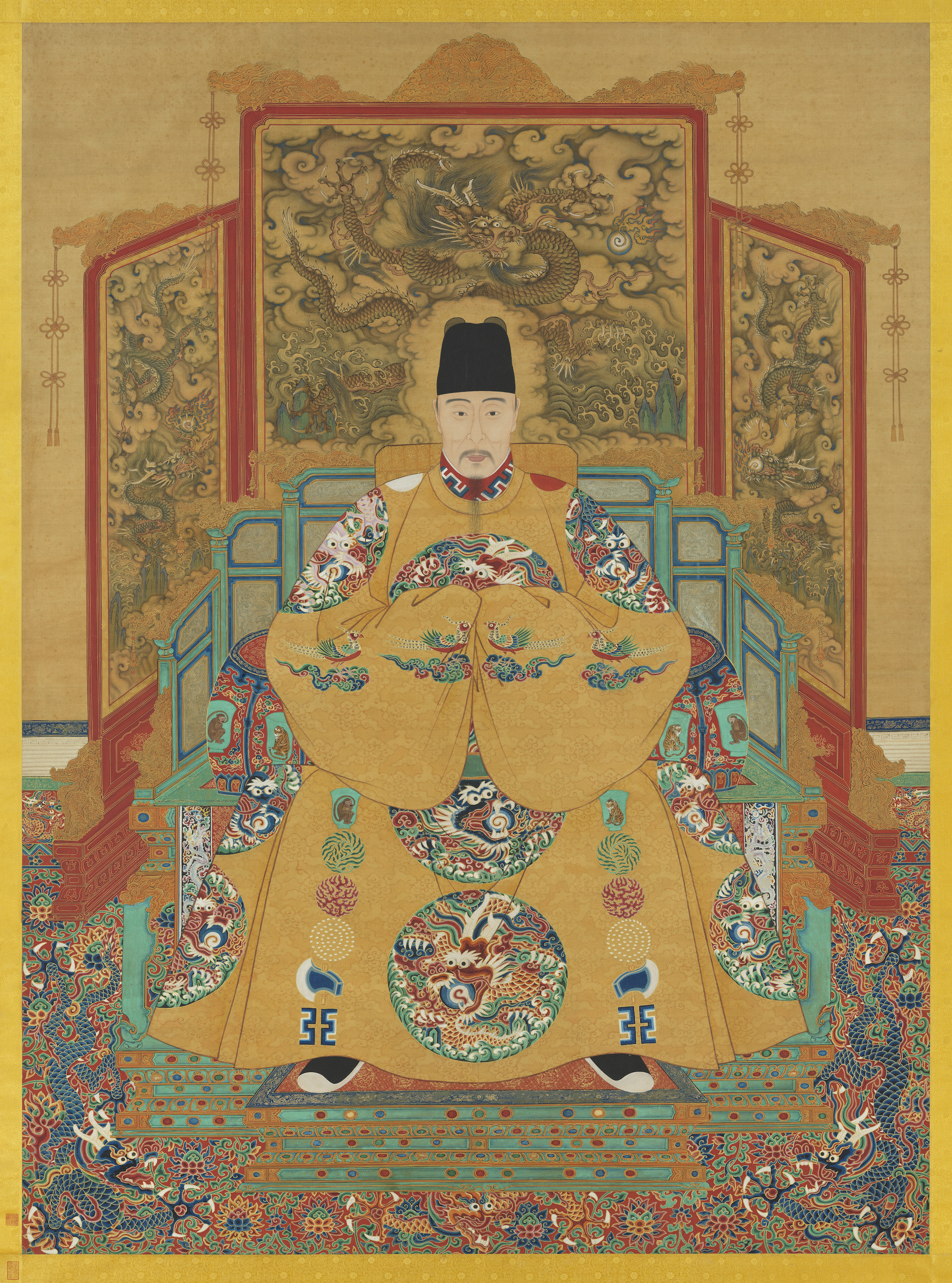
L'imperatore Jiajing (r. 1521–1567).

Durante il regno dell'imperatore Jiajing (r. 1521–1567), alla corte Ming l'ideologia cinese nativa del Taoismo fu pienamente promossa, mentre il Buddismo tibetano dei lama del Tibet e perfino altri tipi di Buddismo furono ignorati o soppressi. Anche il Mingshi afferma che in questo momento i lama tibetani interruppero i loro viaggi verso la Cina dei Ming e la sua corte. Il gran segretario Yang Tinghe sotto Jiajing era determinato a spezzare l'influenza degli eunuchi a corte che caratterizzava l'era di Zhengde, un esempio essendo la costosa scorta dell'eunuco Liu Yun, descritta sopra, nella sua fallita missione in Tibet. Gli eunuchi di corte erano a favore dell'espansione e della costruzione di nuovi legami commerciali con paesi stranieri come il Portogallo, che Zhengde riteneva ammissibile in quanto aveva un'affinità per le persone straniere ed esotiche. Con la morte di Zhengde e l'ascesa di Jiajing, la politica a corte mutò a favore della gerarchia confuciana, che non solo rifiutò l'ambasciata portoghese di Fernão Pires de Andrade (m. 1523),, ma aveva un'animosità predisposta verso il buddismo e i lama tibetani. Evelyn S. Rawski, professore nel Dipartimento di Storia dell'Università di Pittsburgh, scrive che la peculiare relazione dei Ming con i prelati tibetani finì essenzialmente con il regno di Jiajing, mentre l'influenza dei Ming nella regione dell'Amdo fu soppiantata dai Mongoli.
Intanto, i Mongoli Tümed cominciarono a muoversi nella regione di Kokonor (moderna provincia di Qinghai), razziando la frontiera con la Cina Ming e arrivando persino fino ai sobborghi di Pechino sotto Altan Khan (1507–1582). Klieger sostiene che la presenza di Altan Khan ad ovest ridusse effettivamente l'influenza e i contatti dei Ming con il Tibet. Dopo che Altan Khan fece pace con la dinastia Ming nel 1571, invitò il terzo gerarca del Gelug — Sönam Gyatso (1543–1588) — ad incontrarlo ad Amdo (moderno Qinghai) nel 1578, dove incidentalmente conferì a lui e ai suoi due predecessori il titolo del Dalai Lama —letteralmente "Maestro Oceano". Il titolo completo era "Dalai Lama Vajradhara", vajradhara significando "Possessore del Fulmine" in sanscrito. Victoria Huckenpahler noto che il vajradhara è considerato dai buddisti il Buddha primordiale dalle illimitate ed onnipervasive qualità benefiche, un essere che "rappresenta l'aspetto finale dell'illuminazione". Goldstein scrive che Sonam Gyatso accrebbe anche la reputazione di Altan Khan concedendogli il titolo di "re della religione, maestosa purezza". Secondo Rawski, il Dalai Lama riconobbe ufficialmente Altan Khan come il "Protettore della Fede".

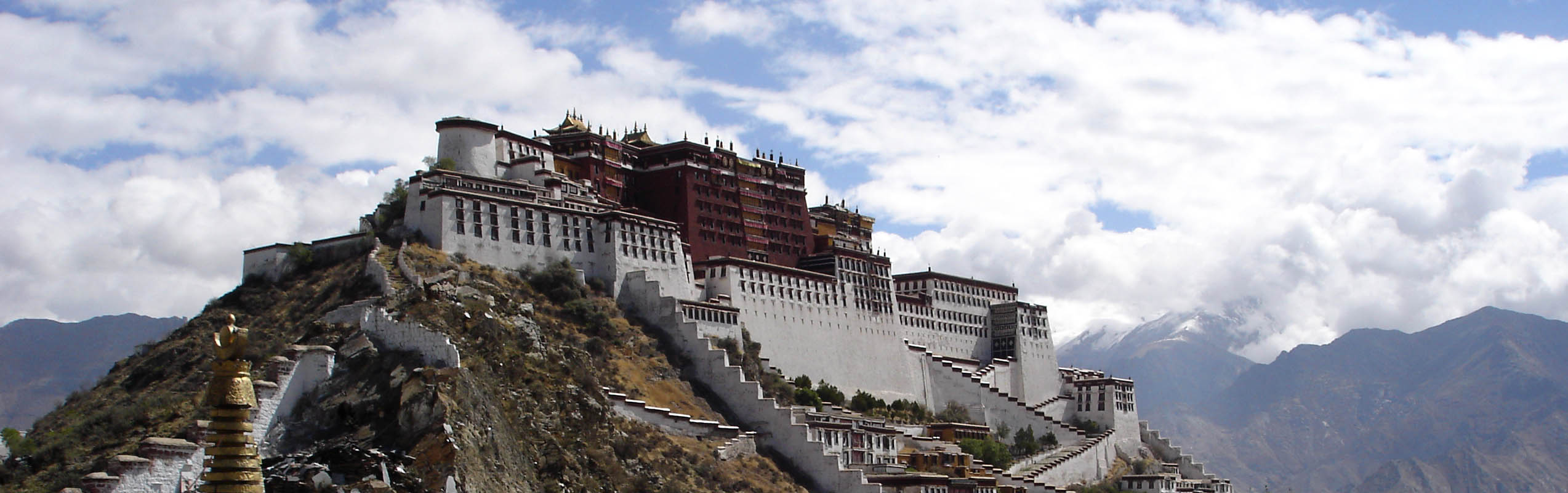
Il Palazzo del Potala a Lhasa divenne la residenza principale del Dalai Lama a cominciare da Lozang Gyatso.

Laird scrive che Altan Khan abolì le pratiche mongole native dello sciamanesimo e del sacrificio di sangue, mentre i principi e i sudditi mongoli furono costretti da Altan a convertirsi al Buddismo tibetano Gelug — o di affrontare l'esecuzione se persistevano nelle loro pratiche sciamaniche. Fedeli al loro capo religioso, i principi mongoli cominciarono a richiedere al Dalai Lama di conferire loro titoli, il che dimostrava "la fusione unica di potere religioso e politico" esercitato dal Dalai Lama, come scrive Laird. Kolmaš afferma che l'alleanza spirituale e secolare mongolo-tibetana del XIII secolo fu rinnovata da questa alleanza costruita da Altan Khan e Sonam Gyatso. Van Praag osserva che questo restaurò l'originario patrocinio mongolo di un lama tibetano e "fino ad oggi, i Mongoli sono tra i più devoti seguaci del Gelugpa e del Dalai Lama." Angela F. Howard scrive che questa relazione unica non solo fornì al Dalai Lama e al Panchen Lama l'autorità religiosa e politica in Tibet, ma che Altan Khan guadagnò "enorme potere tra l'intera popolazione mongola". Rawski osserva che la conversione di Altan Khan al Gelug "può essere interpretata come un tentativo di espandere la sua autorità nel suo conflitto con il suo superiore nominale, Tümen Khan". Per cementare ulteriormente l'alleanza mongolo-tibetana, il pronipote di Altan Khan — Yönten Gyatso (1589–1616)— fu nominato il quarto Dalai Lama. Nel 1642, il quinto Dalai Lama Lozang Gyatso (1617–1682) divenne il primo ad esercitare un effettivo controllo politico sul Tibet.

### Contatti con la dinastia Ming

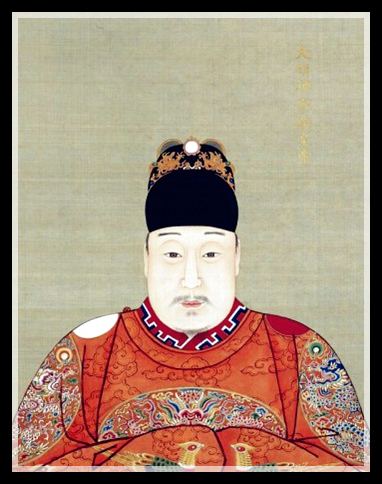
L'imperatore Wanli (r. 1572–1620).

Sonam Gyatso, dopo aver ricevuto il titolo grandioso di Altan Khan, partì per il Tibet. Prima di andarsene, inviò una lettera e doni all'ufficiale cinese Ming Zhang Juzheng (1525–1582), che arrivò il 12 marzo 1579. A un certo momento ad agosto o a settembre di quell'anno, il rappresentante di Sonam Gyatso di stanza con Altan Khan ricevette una lettera di risposta e un dono dall'imperatore Wanli (r. 1572–1620), che conferì un titolo a Sonam Gyatso; questo fu il primo contatto ufficiale tra un Dalai Lama e un governo della Cina. Tuttavia, Laird afferma che quando Wanli invitò Sonam Gyatso a Pechino, il Dalai Lama declinò l'offerta a causa di un precedente impegno, anche se era solo a 400 km (250 mi) da Pechino. Laird aggiunge che "il potere dell'imperatore Ming non arrivava molto lontano al tempo". Sebbene non registrato in alcun archivio cinese, la biografia di Gyatso afferma che Wanli conferì ancora titoli a Sonam Gyatso nel 1588 e lo invitò a Pechino per una seconda volta, ma Sonam Gyatso non poté visitare la Cina perché morì lo stesso anno in Mongolia lavorando con il figlio di Altan Khan per promuovere la diffusione del Buddismo.
Del terzo Dalai Lama, il China Daily nell'articolo del 2008 sopra citato ricorda che la "dinastia Ming gli mostrò particolare favore permettendogli di rendere omaggio". Secondo il China Daily, inoltre, a Sonam Gyatso fu concesso il titolo di Dorjichang o Vajradhara Dalai Lama nel 1587 [sic!], ma il giornale non menziona chi gli concesse il titolo. Senza citare il ruolo dei Mongoli, lo stesso articolo sostiene che fu la successiva dinastia Qing che istituì il titolo di Dalai Lama e il suo potere in Tibet: "Nel 1653, l'imperatore Qing concesse un titolo onorifico al quinto Dalai Lama e poi fece lo stesso per il quinto Bainqen Lama nel 1713, stabilendo ufficialmente i titoli del Dalai Lama e del Bainqen Erdeni e il loro status politico e religioso in Tibet".
Chen sostiene che al quarto Dalai Lama Yonten Gyatso nel 1616 fu concesso il titolo "Maestro del Vajradhara" e un sigillo ufficiale da parte dell'imperatore Wanli. Questo aspetto fu evidenziato nella Biografia del Quarto Dalai Lama, che affermava che un certo Soinam Lozui consegnò il sigillo dell'Imperatore al Dalai Lama. L'imperatore Wanli aveva invitato Yonten Gyatso a Pechino nel 1616, ma proprio come il suo predecessore morì prima di poter fare il viaggio.
Secondo Kolmaš, quando la presenza mongola in Tibet aumentò, culminando nella conquista del Tibet da parte di un capo mongolo nel 1642, gli imperatori Ming "guardarono con apparente noncuranza questi sviluppi in Tibet". Egli aggiunge che la mancanza di preoccupazione della corte Ming per le sorti del Tibet fu una della ragioni per cui i Mongoli afferrarono al volo l'occasione per reclamare il loro antico vassallaggio del Tibet e "riempire ancora una volta il vuoto politico in quel paese". Sulla conversione di massa dei Mongoli al Buddismo tibetano sotto Altan Khan, Laird scrive che "i Cinesi osservarono questi sviluppi con interesse, anche se pochissimi Cinesi divennero devoti buddisti tibetani".

### La guerra civile e la conquista di Güshi Khan

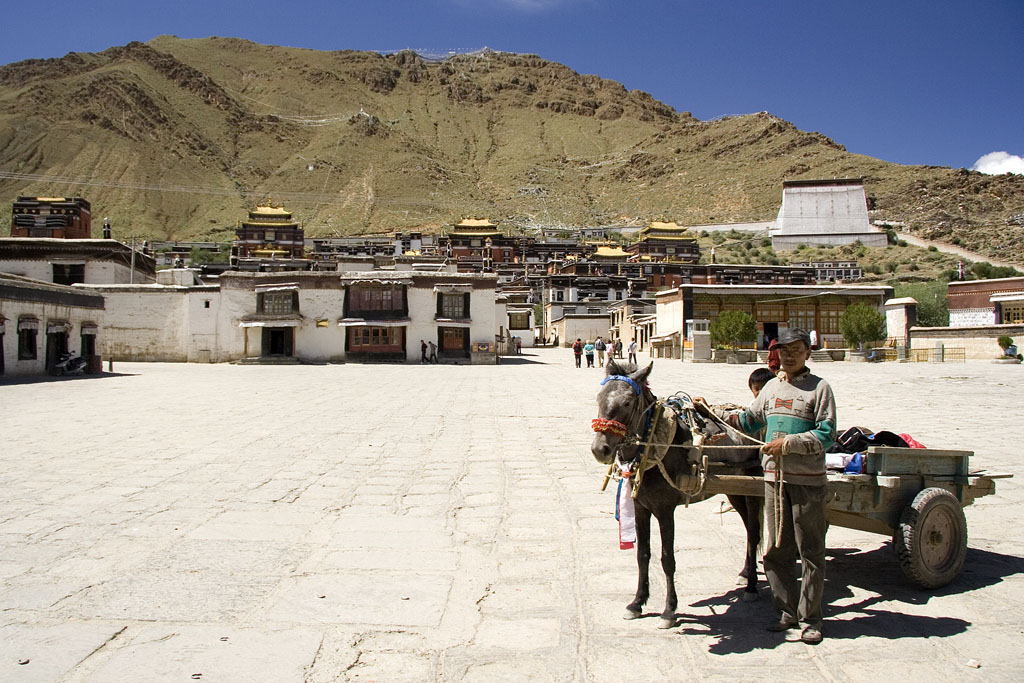
Il monastero di Tashilhunpo fondato nel 1447 dal primo Dalai Lama Gendun Drup a Shigatse; quest'ultima città fu il centro di potere dei re dell'Ü-Tsang durante la fine del XVI secolo e la prima metà del XVII secolo.

Nel 1565, i potenti principi Rinbung furono rovesciati da uno dei loro ministri, Karma Tseten, che si fece chiamare Tsangpa o re di Ü-Tsang e stabilì la sua base di potere a Shigatse. Il secondo successore di questo primo re di Ü-Tsang, Karma Phuntsok Namgyal, prese il controllo dell'intero Tibet Centrale, regnando dal 1611 al 1621. Malgrado ciò, i capi di Lhasa rivendicarono ancora la loro fedeltà ai Phagmodru come pure ai Gelug, mentre il re di Ü-si alleò con i Karmapa. Sorsero quindi tensioni tra il sovrano nazionalistico di Ü-Tsang e i Mongoli che salvaguardavano il loro Dalai Lama mongolo a Lhasa. Il quarto Dalai Lama rifiutò di concedere un'udienza al re di Ü-Tsang, il che innescò un conflitto poiché quest'ultimo cominciò ad assaltare i monasteri Gelug. Chen riferisce le speculazioni sulla misteriosa morte del quarto Dalai Lama e sul complotto del re di Ü-Tsang per farlo assassinare per averlo "maledetto" con la malattia, sebbene Chen scriva che l'omicidio era più probabilmente il risultato di una lotta di potere feudale. Nel 1618, solo due danni dopo che Yonten Gyatso era morto, i Gelug e i Karma Kargyu entrarono in guerra, il Karma Kargyu sostenuto dal re secolare di Ü-Tsang. Il sovrano di Ü-Tsang fece uccidere un gran numero di lama Gelugpa, occupò i loro monasteri a Drepung e a Sera e dichiarò illegale qualsiasi tentativo di trovare un altro Dalai Lama. Nel 1621, il re di Ü-Tsang morì e gli succedette il suo giovane figlio Karma Tenkyong, un evento che ostacolò la guerra in quanto quest'ultimo accettò il seienne Lozang Gyatso come nuovo Dalai Lama. Malgrado gli sforzi diplomatici del nuovo Dalai Lama per mantenere relazioni amichevoli con il nuovo sovrano di Ü-Tsang, Sonam Chöpel (1595–1657), il gran ciambellano e tesoriere del Dalai Lama a Drepung, fece dei tentativi per rovesciare il re di Ü-Tsang, portando ad un altro conflitto. Nel 1633, i Gelugpa e parecchie migliaia di fedeli mongoli sconfissero le truppe del re di Ü-Tsang vicino a Lhasa prima che fosse insediato un negoziato pacifico. Goldstein osserva che in questo modo i "Mongoli stavano giocando di nuovo un ruolo significativo negli affari tibetani, questa volta come braccio militare del Dalai Lama".

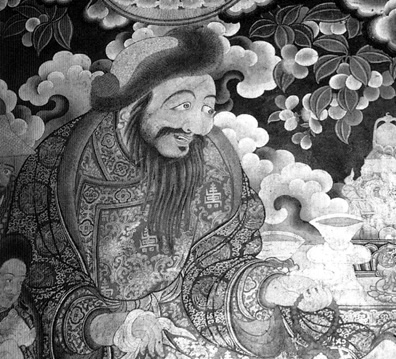
Un affresco di Güshi Khan del XVII secolo dal Palazzo del Potala a Lhasa.

Quando un alleato del sovrano di Ü-Tsang minacciò ancora la distruzione dei Gelugpa, il quinto Dalai Lama Lozang Gyatso invocò l'aiuto del principe mongolo Güshi Khan (1582–1655), capo della tribù hošuud (qoshot) dei Mongoli Oirati, che allora era in pellegrinaggio a Lhasa. Güshi Khan accettò il suo ruolo di protettore, e nel 1637–1640 non solo sconfisse i nemici dei Gelugpa nelle regioni di Amdo e Kham, ma insediò anche la sua intera tribù nell'Amdo. Sonam Chöpel incitò Güshi Khan ad assaltare la base del re di Ü-Tsang a Shigatse, su cui Güshi Khan concordò, ottenendo l'aiuto dei monaci e dei sostenitori Gelug. Nel 1642, dopo un anno di assedio a Shigatse, le forze di Ü-Tsang si arresero. Güshi Khan poi catturò e giustiziò sommariamente Karma Tenkyong, sovrano di Ü-Tsang, re del Tibet.
Subito dopo la vittoria nell'Ü-Tsang, Güshi Khan organizzò una cerimonia di benvenuto per Lozang Gyatso quando questi arrivò a un giorno di cavallo da Shigatse, presentando la sua conquista del Tibet come un dono al Dalai Lama. In una seconda cerimonia tenuta all'interno della sala principale della fortezza di Shigatse, Güshi Khan pose sul trono il Dalai Lama come sovrano del Tibet, ma conferì l'effettiva autorità di governo al reggente Sonam Chöpel. Sebbene Güshi Khan avesse concesso al Dalai Lama la "suprema autorità", come ricorda Goldstein, il titolo di "Re del Tibet" fu conferito allo stesso Güshi Khan, che trascorreva le sue estati nei pascoli a nord di Lhasa e occupava Lhasa ogni inverno. Van Praag scrive che a questo punto Güshi Khan manteneva il controllo sulle forze armate, ma accettava il suo status inferiore rispetto al Dalai Lama. Secondo Rawski, il Dalai Lama condivise il potere con il suo reggente e con Güshi Khan durante il suo primo regno secolare e religioso. Tuttavia, Rawski aggiunge che alla fine il Dalai Lama "espanse la propria autorità presentandosi come Avalokiteśvara attraverso l'esecuzione dei rituali", costruendo il Palazzo del Potala e altre strutture sui siti religiosi tradizionali ed enfatizzando la reincarnazione del lignaggio attraverso le biografie scritte. Goldstein afferma che il governo di Güshi Khan e del Dalai Lama perseguitò la setta Karma Kagyu, confiscò le loro ricchezze e le loro proprietà e convertì perfino i loro monasteri in monasteri Gelug. In questo modo, come nota Rawski, la protezione mongola permise ai Gelugpa di dominare le sette religiose rivali in Tibet.

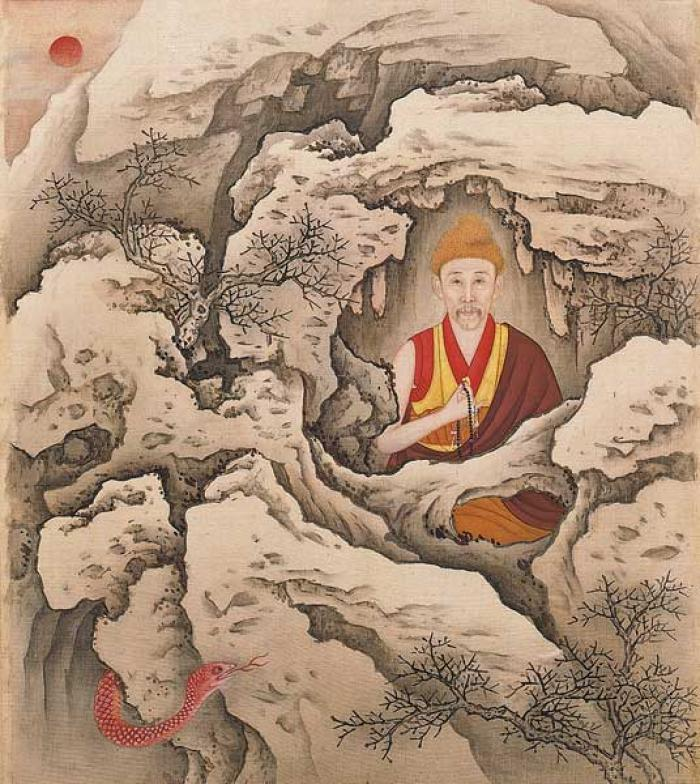
Dall'Album dell'imperatore Yongzheng in costume, di artisti di corte anonimi del periodo di Yongzheng (1723–1735).

Nel frattempo, la dinastia cinese Ming cadde sotto la ribellione di Li Zicheng (1606–1645) nel 1644, tuttavia la sua dinastia Shun di breve durata fu schiacciata dall'invasione manciù e dal generale cinese Han Wu Sangui (1612–1678). Il China Daily afferma che quando la successiva dinastia Qing sostituì la dinastia Ming, si limitò a "rafforzare l'amministrazione del Tibet". Tuttavia, Kolmaš sottolinea che il Dalai Lama era, molto attento a ciò che stava accadendo in Cina e accettò un invito manciù nel 1640 di mandare delegati nella loro capitale a Mukden nel 1642, prima del crollo dei Ming. Dawa Norbu, William Rockhill e George N. Patterson osservano che quando l'imperatore Shunzhi (r. 1644–1661) della successiva dinastia Qing invitò il quinto Dalai Lama Lozang Gyatso a Pechino nel 1652, Shunzhi trattò il Dalai Lama come un sovrano indipendente del Tibet. Secondo Patterson, questo era un tentativo di Shunzhi di assicurarsi un'alleanza con il Tibet che alla fine avrebbe condotto all'instaurazione del dominio manciù sulla Mongolia. A proposito di questo incontro con l'imperatore Qing, Goldstein sottolinea che il Dalai Lama non era un personaggio che potesse essere sottovalutato a causa della sua alleanza proprio a causa della sua alleanza con le tribù mongole, alcune delle quali erano nemiche dichiarate dei Qing. Infatti, come nota Van Praag, il potere del Tibet e del Dalai Lama era riconosciuto dall'"Imperatore manciù, dai Khan e dai Principi mongoli e dai sovrani di Ladakh, Nepal, India, Bhutan e Sikkim".
Quando i Mongoli Zungari tentarono di espandere il loro territorio da quello che è ora lo Xinjiang in Tibet, l'imperatore Kangxi (r. 1661–1722) rispose alle invocazioni di aiuto tibetane con la sua invasione del Tibet nel 1717, occupando Lhasa nel 1720. Verso il 1751, durante il regno dell'imperatore Qianlong (r. 1735–1796), in Tibet fu stabilito un protettorato e una guarnigione permanente della dinastia Qing. Il 1751 rappresentò un punto di svolta nei rapporti tra Cina e Tibet: secondo Albert Kolb infatti "le rivendicazioni cinesi di sovranità sul Tibet risalgono a questo periodo".

## Cariche amministrative e titoli dei funzionari
| Suddivisioni amministrative Ming stabilite in Tibet secondo il Mingshi | Suddivisioni amministrative Ming stabilite in Tibet secondo il Mingshi |
| ---------------------------------------------------------------------- | --- |
| Alta Comanderia Itinerante (都指揮使司)                                | Dbus-Gtsang (烏思藏), Mdo-khams (朵甘) |
| Comanderia Itinerante (指揮使司)                                       | Longda (隴答) |
| Ufficio del Commissario per la Pacificazione (宣尉使司)                | Duogan (朵甘), Dongbuhanhu (董卜韓胡), Changhexiyutongningyuan (長河西魚通寧遠) |
| Ufficio del Commissario per le Spedizioni (招討司)                     | Duogansi (朵甘思), Duoganlongda (朵甘隴答), Duogandan (朵甘丹), Duogancangtang (朵甘倉溏), Duoganchuan (朵甘川), Moerkan (磨兒勘) |
| Uffici di Wanhu (萬戶府)                                               | Shaerke (沙兒可), Naizhu (乃竹), Luosiduan (羅思端), Biesima (別思麻) |
| Uffici di Qianhu (千戶所)                                              | Duogansi (朵甘思), Suolazong (所剌宗), Suobolijia (所孛里加), Suochanghexi (所長河西), Suoduobasansun (所多八三孫), Suojiaba (所加八), Suozhaori (所兆日), Nazhu (納竹), Lunda (倫答), Guoyou (果由), Shalikehahudi (沙里可哈忽的), Bolijiasi (孛里加思), Shalituer (撒裏土兒), Canbulang (參卜郎), Lacuoya (剌錯牙), Xieliba (泄里壩), Runzelusun (潤則魯孫) |

|                                                    | Titolo                                                               | Nome                                              | Setta               | -    | Principi del Dharma (法王) | Gran Tesoro Principe del Dharma (大寶法王) | Tulku Tsurphu Karmapa | Setta Karma Kagyu | 1407 |
| Gran Veicolo Principe del Dharma (大乘法王)        | Principe del Dharma della Setta Sakya (rappresentato da Gunga Zhaxi) | Setta Sakya                                       | 1413                |      | Principi del Dharma (法王) |                                            |                       |                   |      |
| Grande Misericordia Principe del Dharma (大慈法王) | Shākya Yeshes (rappresentante di Je Tsongkhapa)                      | Gelug                                             | 1434                |      | Principi del Dharma (法王) |                                            |                       |                   |      |
|                                                    |                                                                      |                                                   |                     |      |                            |                                            |                       |                   |      |
| Principi (王)                                      | Principe della Persuasione (闡化王)                                  | Zhaba Gyaincain                                   | Setta Phagmo Drupa  | 1406 |                            |                                            |                       |                   |      |
| Principi (王)                                      | Promozione Principe della Virtù (贊善王)                             | Zhusibar Gyaincain                                | Lingzang            | 1407 |                            |                                            |                       |                   |      |
| Principi (王)                                      | Guardiano Principe della Dottrina (護教王)                           | Namge Bazangpo                                    | Guanjor             | 1407 |                            |                                            |                       |                   |      |
| Principi (王)                                      | Propagazione Principe della Dottrina (闡教王)                        | Linzenbal Gyangyanzang                            | Setta Zhigung Gagyu | 1413 |                            |                                            |                       |                   |      |
| Principi (王)                                      | Assistente Principe della Dottrina (輔教王)                          | Namkelisiba (Namkelebei Lobzhui Gyaincain Sangpo) | Setta Sakya         | 1415 |                            |                                            |                       |                   |      |

### Esplicative
1. ↑  cinese: 俄力思軍民元帥府
2. ↑  cinese: 烏思藏都指揮使司
3. ↑  cinese: 朵甘衛都指揮使司
4. ↑  cinese: 指揮使司
5. ↑  cinese: 宣尉使司
6. ↑  cinese: 招討司
7. ↑  cinese: 萬戶府
8. ↑  cinese: 千戶所

### Bibliografiche
1. 1 2 3 4  Testimony of History, p. 73.
2. ↑  Wang e Nyima 1997, pp. 39-41.
3. ↑  Goldstein 1997, p. 1.
4. ↑  Twitchett 2000, pp. 106-179.
5. ↑  Van Praag 1987, pp. 1-2.
6. ↑  Kolmaš 1967, pp. 12-14.
7. 1 2  Van Praag 1987, p. 4.
8. 1 2  Kolmaš 1967, pp. 14-17.
9. 1 2 3 4 5  Van Praag 1987, p. 5.
10. ↑  Chan 1988, p. 261.
11. ↑  Goldstein 1997, pp. 2-3.
12. 1 2 3  Goldstein 1997, p. 3.
13. ↑  Rossabi 1998a, p. 18.
14. ↑  Rossabi 1998a, pp. 14-41.
15. 1 2  Rossabi 1998a, pp. 40-41.
16. ↑  Patterson 1960, p. 88.
17. 1 2 3 4 5 6  Van Praag 1987, p. 6.
18. 1 2  Patterson 1960, pp. 88-89.
19. ↑  Wylie 1977, p 104.
20. 1 2 3  Van Praag 1987, pp. 6-7.
21. 1 2  Rossabi 1998a, p. 115.
22. ↑  (EN) Morris Rossabi, The reign of Khublai khan, in Denis Twitchett, Herbert Franke e John K. Fairbank (a cura di), The Cambridge History of China: Volume 6, Alien Regimes and Border States, Cambridge University Press, 1994,  p. 454.
23. 1 2 3 4 5 6  Chan 1988, p. 262.
24. 1 2  Goldstein 1997, p. 4.
25. ↑  Ebrey 1999, pp. 190-191.
26. ↑  Rossabi 1998b, pp. 242-243.
27. 1 2 3  Sperling 2003, p. 475.
28. 1 2 3  Rossabi 1998b, p. 242.
29. 1 2 3  Tuttle 2005, p. 27.
30. 1 2 3 4 5  Rossabi 1998b, p. 243.
31. ↑  Storia dei Ming-Geografia I «明史•地理一»: 東起朝鮮，西據吐番，南包安南，北距大磧。
32. ↑  Storia dei Ming-Geografia III «明史•地理三»: 七年七月置西安行都衛於此，領河州、朵甘、烏斯藏、三衛。
33. 1 2  Storia dei Ming-Esercito II «明史•兵二»
34. ↑  Storia dei Ming-Territorio occidentale III «明史•列傳第二百十七西域三»
35. 1 2  Wang e Nyima 1997, p. 38.
36. 1 2  Van Praag 1987, p. 7.
37. 1 2 3 4 5 6 7 8  Wylie 2003, p. 470.
38. 1 2  Hoffman 2003, p. 65.
39. 1 2  Goldstein 1997, pp. 4-5.
40. 1 2 3  Van Praag 1987, p. 8.
41. 1 2 3 4  Wang e Nyima 1997, p. 31.
42. ↑  Van Praag 1987, pp. 7-8.
43. ↑  Wang e Nyima 1997, p. 32.
44. 1 2  Wang e Nyima 1997, p. 37.
45. ↑  Laird 2006, pp. 106-107.
46. 1 2  Laird 2006, p. 107.
47. 1 2 3  Berger 2003, p. 184.
48. ↑  The Columbia Encyclopedia, Sixth Edition (2001–07).  Yuan (archiviato dall'url originale il 9 maggio 2008).. Consultato il 28-04-2008.
49. ↑  Encyclopedia Americana (2008). Grolier Online.
50. 1 2  The Metropolitan Museum of Art.  "Yuan Dynasty (1279–1368)". In Timeline of Art History.. Consultato il 28-04-2008.
51. ↑  Rossabi 1998a, p. 56.
52. ↑  Rossabi 1998a, pp. 30, 71–72, 117, 130.
53. ↑  Rossabi 1998a, pp. 115-116.
54. ↑  Ministero degli Affari esteri della Repubblica Popolare Cinese (15 novembre 2000).  "Did Tibet Become an Independent Country after the Revolution of 1911?".. Consultato il 02-05-2008.
55. 1 2  Testimony of History, p. 75.
56. 1 2 3  Chen 2003, p. 48.
57. ↑  Powers 2004, pp. 58-59.
58. ↑  Bielenstein 1980, p. 110.
59. 1 2 3  Wang e Nyima 1997, p. 42.
60. 1 2 3 4  Dreyfus 2003, p. 504.
61. 1 2  Chen 2003, p. 44.
62. 1 2 3 4 5  Wylie 2003, pp. 469-470.
63. ↑  Wang e Nyima 1997, p. 35.
64. 1 2 3  Chen 2003, p. 51.
65. 1 2  Grunfeld 1996, p. 40.
66. 1 2 3 4 5 6  Rossabi 1998b, p. 244.
67. ↑  (EN) M. N. Rajesh, Prof Dawa Norbu:An obituary, su phayul.com, 3 giugno 2003. URL consultato il 21 marzo 2013 (archiviato dall'url originale il 15 luglio 2014).
68. ↑   Central Tibetan Administration, Tibetans Mourn Passing Away of Prof. Dawa Norbu [collegamento interrotto], su tibet.net, 3 giugno 2003. URL consultato il 21 marzo 2013.
69. 1 2 3 4 5  Norbu 2001, p. 58.
70. 1 2  Laird 2006, p. 137.
71. ↑  Yiu 1998, p. 121.
72. ↑  Tsai 2001, pp. 187-188.
73. 1 2 3 4 5  Chan 1988, p. 263.
74. ↑  Wylie 2003, pp. 470-471.
75. ↑  Riggs 1950, p. 226.
76. ↑  Wylie 2003, pp. 468-469.
77. ↑  Goldstein 1997, p. 5.
78. 1 2  Kolmaš 1967, p. 29.
79. 1 2 3 4 5  Dictionary of Ming Biography, p. 482.
80. 1 2 3  Thinley 1980, p. 72.
81. 1 2 3  Tsai 2001, p. 84.
82. 1 2 3  Tsai 2001, p. 187.
83. ↑  Norbu 2001, pp. 51-52.
84. ↑  Rossabi 1998a, p. 41.
85. ↑  Powers 2004, p. 53.
86. 1 2 3 4 5  Chen 2003, p. 52.
87. ↑  Sperling 2003, p. 477.
88. ↑  Thinley 1980, p. 74.
89. ↑  Weidner 2001, p. 121.
90. 1 2 3 4  Norbu 2001, p. 52.
91. 1 2  Kolmaš 1967, p. 32.
92. 1 2 3  Testimony of History, p. 95.
93. 1 2  Vollmer 2004, pp. 98-100.
94. ↑  Wang e Nyima 1997, p. 39.
95. ↑  Sperling 2003, pp. 474-475.
96. 1 2 3  Perdue 2000, p. 273.
97. ↑  Wang e Nyima 1997, pp. 39-40.
98. ↑  Wang e Nyima 1997, p. 40.
99. ↑  Sperling 2003, p. 478.
100. ↑  Kolmaš 1967, pp. 28-29.
101. ↑  Laird 2006, p. 131.
102. ↑  Tsai 2001, p. 188.
103. 1 2 3 4  Laird 2006, p. 141.
104. 1 2  Goldstein 1997, p. 8.
105. 1 2 3  Kolmaš 1967, pp. 31-32.
106. 1 2  Laird 2006, p. 144.
107. 1 2 3  Ebrey 1999, p. 227.
108. 1 2  Langlois 1988, p. 139.
109. ↑  Langlois 1988, p. 161.
110. ↑  Perdue 2000, pp. 266-267.
111. ↑  Norbu 2001, p. 59.
112. ↑  Sperling 2003, pp. 475-477.
113. 1 2 3 4  Klieger 2006, p. 217.
114. ↑  Chan 1988, pp. 263-264.
115. 1 2  Dictionary of Ming Biography, pp. 412-413.
116. ↑  Cabezon e Dargyay 2007, pp. 43–44, 270.
117. 1 2 3 4  Dictionary of Ming Biography, p. 413.
118. ↑  Geiss 1988, p. 417.
119. 1 2  Geiss 1988, pp. 417-418.
120. 1 2 3 4 5  Geiss 1988, p. 418.
121. 1 2 3  Illich 2006, p. 19.
122. 1 2 3 4 5 6  (EN) Elliot Sperling, Don't Know Much About Tibetan History, in The New York Times, 13 aprile 2008.
123. 1 2  Kolmaš 1967, p. 33.
124. 1 2 3 4 5 6 7  China Daily. (9 aprile 2008).  From Dynasty to Republic. URL consultato il 25 aprile 2008.
125. ↑  Quotidiano del Popolo. (14 aprile 2008).  Tell you a true Tibet – Ownership of Tibet.. English.peopledaily.com.cn. Consultato il 26-04-2008.
126. ↑  CCTV. (2005).  Tell you a true Tibet – Sovereignty of Tibet.. CCTV.com. Consultato il 26-04-2008.
127. ↑   Tell you a true Tibet – Sovereignty of Tibet, in Agenzia Nuova Cina, 16 aprile 2008. URL consultato il 6 maggio 2008 (archiviato dall'url originale il 29 aprile 2008).
128. 1 2 3  Wills 1998, pp. 338-339.
129. ↑  Rawski 1998, p. 245.
130. ↑  Robinson 1999, p. 81.
131. ↑  Klieger 2006, pp. 217-218.
132. 1 2 3 4 5 6  Karmay 1988, p. 3.
133. 1 2 3 4  Kolmaš 1967, p. 31.
134. ↑  Huckenpahler 1990, p. xiii.
135. 1 2  Rawski 1998, p. 246.
136. ↑  Laird 2006, pp. 143-144.
137. 1 2 3 4  Laird 2006, p. 146.
138. ↑  Kolmaš 1967, pp. 30-31.
139. ↑  Van Praag 1987, pp. 8-9.
140. ↑  Howard 2006, p. 13.
141. 1 2 3  Dictionary of Ming Biography, p. 23.
142. 1 2 3  Chen 2005, p. 33.
143. ↑  Laird 2006, p. 152.
144. 1 2  Karmay 1988, p. 2.
145. ↑  Chen 2005, pp. 33-34.
146. 1 2 3 4  Goldstein 1997, p. 6.
147. ↑  Karmay 1988, pp. 3-4.
148. 1 2 3 4 5 6 7  Goldstein 1997, p. 9.
149. 1 2 3  Van Praag 1987, p. 10.
150. 1 2 3 4 5  Karmay 1988, p. 4.
151. 1 2  Van Praag 1987, pp. 10-11.
152. ↑  Rawski 1998, pp. 250-251.
153. 1 2  Rawski 1998, p. 251.
154. ↑  Kolmaš 1967, pp. 34-35.
155. 1 2  Van Praag 1987, p. 11.
156. 1 2  Patterson 1960, p. 89.
157. ↑  Goldstein 1997, p. 10.
158. 1 2 3  Kolb 1971, p. 368.
159. 1 2  Chen 2003, p. 50.

### Fonti
- (ZH) 明實錄T, 明实录S, Míng Shǐ LuP, lett. "Veritieri Registri dei Ming", 1368-1644.
- (ZH) 明史T, 明史S, Míng ShǐP, lett. "Storia dei Ming", 二十四史S, Èrshísì ShǐP, lett. "Ventiquattro Storie".

### Studi
- (EN) Patricia Ann Berger, Empire of Emptiness: Buddhist Art and Political Authority in Qing China, University of Hawaii Press, 2003, ISBN 0-8248-2563-2.
- (EN) Hans Bielenstein, The Bureaucracy of Han Times, Cambridge University Press, 1980, ISBN 0-521-22510-8.
- (EN) Jose Ignacio Cabezon e Geshe Lobsang Dargyay, Freedom from Extremes: Gorampa's Distinguishing the Views and the Polemics of Emptiness, Somerville, Wisdom Publications, Inc., 2007, ISBN 0-86171-523-3.
- (EN) L. Carrington Goodrich e Chaoying Fang (a cura di), Dictionary of Ming Biography, 1368–1644: 明代名人傳: Volume 1, A-L, The Ming Biographical History Project of the Association for Asian Studies, New York City, Columbia University Press, 1976, ISBN 0-231-03801-1.
- (EN) Hok-Lam Chan, The Chien-wen, Yung-lo, Hung-shi, and Hsuan-te reigns, in Denis Twitchett e John K. Fairbank (a cura di), The Cambridge History of China: Volume 7, The Ming Dynasty, 1368–1644, Part 1, Cambridge University Press, 1988,  pp. 182-384, ISBN 0-521-24332-7.
- (EN) Qingying Chen, Tibetan History, Pechino, China Intercontinental Press, 2003, ISBN 7-5010-1660-7.
- (EN) Qingying Chen, The System of the Dalai Lama Reincarnation, Pechino, China Intercontinental Press, 2005, ISBN 7-5085-0745-2.
- (EN) Georges Dreyfus, Cherished memories, cherished communities: proto-nationalism in Tibet, in Alex McKay (a cura di), The History of Tibet: Volume 2, The Medieval Period: c. AD 850–1895, the Development of Buddhist Paramountcy, New York City, Routledge, 2003,  pp. 492-522, ISBN 0-415-30842-9.
- (EN) Patricia Buckley Ebrey, The Cambridge Illustrated History of China, Cambridge University Press, 1999, ISBN 0-521-66991-X.
- (EN) James Geiss, The Cheng-te reign, 1506–1521, in Denis Twitchett e John K. Fairbank (a cura di), The Cambridge History of China: Volume 7, The Ming Dynasty, 1368–1644, Part 1, Cambridge University Press, 1988,  pp. 403-439, ISBN 0-521-24332-7.
- (EN) Melvyn C. Goldstein, The Snow Lion and the Dragon: China, Tibet and the Dalai Lama, Berkeley, University of California Press, 1997, ISBN 0-520-21951-1.
- (EN) A. Tom Grunfeld, The Making of Modern Tibet, New York City, M.E. Sharpe, Inc., 1996, ISBN 1-56324-714-3.
- (EN) Helmut Hoffman, Early and Medieval Tibet, in Alex McKay (a cura di), The History of Tibet: Volume 1, The Early Period to c. AD 850, the Yarlung Dynasty, New York City, Routledge, 2003,  pp. 45-69, ISBN 0-415-30842-9.
- (EN) Angela F. Howard, Introduction, in Angela F. Howard (a cura di), Chinese Sculpture, New Haven, Yale University Press, 2006,  pp. 7–16, ISBN 0-300-10065-5.
- (EN) Victoria Huckenpahler, Introduction, in Victoria Huckenpahler (a cura di), The Great Kagyu Masters: The Golden Lineage Treasury, traduzione di Khenpo Könchog Gyaltsan, Ithica, Snow Lion Publications, 1990, ISBN 1-55939-244-4.
- (EN) Marina Illich, Imperial Stooge or Emissary to the Dge lugs Throne? Rethinking the Biographies of Chankya Rolpé Dorjé, in Bryan J. Cuevas e Kurtis R. Schaeffer (a cura di), Power, Politics, and the Reinvention of Tradition: Tibet in the Seventeenth and Eighteenth Centuries, Leida, Koninklijke Brill, 2006,  pp. 17-32, ISBN 90-04-15351-9.
- (EN) Santen Karmay, Secret Visions of the Fifth Dalai Lama, Londra, Serindia Publications, 1988, ISBN 0-906026-47-4.
- (EN) P. Christiaan Klieger, Riding High on the Manchurian Dream: Three Paradigms in the Construction of the Tibetan Question, in Barry Sautman e June Teufel Dreyer (a cura di), Contemporary Tibet: Politics, Development, and Society in a Disputed Region, New York City, M.E. Sharpe, Inc., 2006,  pp. 214–229, ISBN 0-7656-1354-9.
- (EN) Albert Kolb, East Asia: China, Japan, Korea, Vietnam: Geography of a Cultural Region, traduzione di C.A.M. Sym., New York City, Routledge, 1971, ISBN 0-416-08420-6.
- (EN) Josef Kolmaš, Tibet and Imperial China: A Survey of Sino-Tibetan Relations Up to the End of the Manchu Dynasty, in 1912 Occasional Paper, n. 7, Canberra, The Australian National University, Centre of Oriental Studies, 1967.
- (EN) Thomas Laird, The Story of Tibet: Conversations with the Dalai Lama, New York City, Grove Press, 2006, ISBN 0-8021-4327-X.
- (EN) John D., Jr. Langlois, The Hung-wu reign, 1368–1398, in Denis Twitchett e John K. Fairbank (a cura di), The Cambridge History of China: Volume 7, The Ming Dynasty, 1368–1644, Part 1, Cambridge University Press, 1988,  pp. 107-181, ISBN 0-521-24332-7.
- Lopez, Donald S., Jr. "'Lamaism' and the Disappearance of Tibet", Comparative Studies in Society and History (Volume 38, Number 1, January 1996): 3–25.
- (EN) Dawa Norbu, China's Tibet Policy, Richmond, Curzon, 2001, ISBN 0-7007-0474-4.
- (EN) George N. Patterson, China and Tibet: Background to the Revolt, in The China Quarterly, n. 1, gennaio-marzo 1960,  pp. 87-102.
- (EN) Peter C. Perdue, Culture, History, and Imperial Chinese Strategy: Legacies of the Qing Conquests, in Hans van de Ven (a cura di), Warfare in Chinese History, Leida, Koninklijke Brill, 2000,  pp. 252–287, ISBN 90-04-11774-1.
- (EN) John Powers, History as Propaganda: Tibetan Exiles versus the People's Republic of China, Oxford University Press, 2004, ISBN 978-0-19-517426-7.
- (EN) Michael C. van Walt Van Praag, The Status of Tibet: History, Rights, and Prospects in International Law, Boulder, Westview Press, 1987, ISBN 0-8133-0394-X.
- (EN) Evelyn S. Rawski, The Last Emperors: A Social History of Qing Imperial Institutions, Berkeley, University of California Press, 1998, ISBN 0-520-22837-5.
- (EN) Fred W. Riggs, Tibet in Extremis, in Far Eastern Survey, vol. 19, 1950,  pp. 224-230.
- (EN) David M. Robinson, Politics, Force and Ethnicity in Ming China: Mongols and the Abortive Coup of 1461, in Harvard Journal of Asiatic Studies, vol. 59, n. 1, giugno 1999,  pp. 79-123.
- (EN) Morris Rossabi, Khubilai Khan: His Life and Times, Berkeley, University of California Press, 1988, ISBN 0-520-05913-1.
- (EN) Morris Rossabi, The Ming and Inner Asia, in Frederick W. Mote e Denis Twitchett (a cura di), The Cambridge History of China: Volume 8, The Ming Dynasty, 1368–1644, Part 2, New York City, Cambridge University Press, 1988,  pp. 221-271, ISBN 0-521-24333-5.
- (EN) Elliot Sperling, The 5th Karma-pa and some aspects of the relationship between Tibet and the Early Ming, in Alex McKay (a cura di), The History of Tibet: Volume 2, The Medieval Period: c. AD 850–1895, the Development of Buddhist Paramountcy, New York City, Routledge, 2003,  pp. 473-482, ISBN 0-415-30842-9.
- (EN) Karma Thinley, The History of the Sixteen Karmapas of Tibet, Boulder, Prajna Press, 1980, ISBN 0-87773-716-9.
- (EN) Shih-Shan Henry Tsai, Perpetual Happiness: The Ming Emperor Yongle, Seattle, University of Washington Press, 2001, ISBN 0-295-98124-5.
- (EN) Gray Tuttle, Tibetan Buddhists in the Making of Modern China, New York Citu, Columbia University Press, 2005, ISBN 0-231-13446-0.
- (EN) Denis Twitchett, Tibet in Tang's Grand Strategy, in Hans van de Ven (a cura di), Warfare in Chinese History, Leida, Koninklijke Brill, 2000,  pp. 106–179, ISBN 90-04-11774-1.
- (EN) John E. Vollmer, Silk for Thrones and Altars: Chinese Costumes and Textiles from the Liao through the Qing Dynasties, Berkeley, Ten Speed Press, 2004, ISBN 1-58008-590-3.
- (EN) Jiawei Wang e Gyaincain Nyima, The Historical Status of China's Tibet, Pechino, China Intercontinental Press, 1997, ISBN 7-80113-304-8.
- (EN) Marsha Weidner, Imperial Engagements with Buddhist Art and Architecture: Ming Variations of an Old Theme, in Marsha Weidner (a cura di), Cultural Intersections in Later Chinese Buddhism, University of Hawaii Press, 2001,  pp. 117-144, ISBN 0-8248-2308-7.
- (EN) John E., Jr. Wills, Relations with Maritime Europe, 1514–1662, in Denis Twitchett, John King Fairbank e Albert Feuerwerker (a cura di), The Cambridge History of China: Volume 8, The Ming Dynasty, 1368–1644, Part 2, Cambridge University Press, 1998,  pp. 333-375, ISBN 0-521-24333-5.
- (EN) Turrell V. Wylie, The First Mongol Conquest of Tibet Reinterpreted, in Harvard Journal of Asiatic Studies, vol. 37, n. 1, giugno 1977,  pp. 103-133.
- (EN) Turrell V. Wylie, Lama Tribute in the Ming Dynasty, in Alex McKay (a cura di), The History of Tibet: Volume 2, The Medieval Period: c. AD 850–1895, the Development of Buddhist Paramountcy, New York City, Routledge, 2003,  pp. 467-472, ISBN 0-415-30842-9.
- (EN) Hongjia Xiang e Yuxin Zhan (a cura di), Testimony of History, The Information Office of the State Council of the People's Republic of China, China Intercontinental Press, 2002, ISBN 7-80113-885-6.
- (EN) Yung-chin Yiu, Two Focuses of the Tibet Issue, in Cao Changqing e James D. Seymour (a cura di), Through Dissident Chinese Eyes: Essays on Self-determinaton, New York City, M.E. Sharpe, Inc., 1998,  pp. 121–123, ISBN 1-56324-922-7.